# Geschichte Griechenlands
Die Geschichte Griechenlands umfasst die Entwicklungen auf dem Gebiet der Republik Griechenland und historischer griechischer Reiche von der Urgeschichte bis zur Gegenwart.
Auf Kreta erlebte die bedeutende (nicht-griechischsprachige) minoische Kultur (ca. 3300–1100 v. Chr.) ihre erste Hochblüte (Altpalastzeit), die unter anderem die aufwändigen Palastbauten von Knossos und Phaistos schuf. Der Ablauf der indogermanischen Kolonisierung des heutigen Griechenlands ist nicht überzeugend geklärt; Gimbutas schlägt ca. 3600 vuZ vor; Coleman 3200; Gindin (1999) etwa 2600; Sakeliou, H.L. Thomas und Gregoriev (neben drei weiteren Optionen) etwa 2500; Schuler (2002) vuZ; Welwei (2002) plädiert für ca. 2200/2000–2000 v. Chr. (Beginn der letzten Phase des Frühhelladikums (FH III = Spätstufe der frühen Bronzezeit)). Auf dem Festland entwickelte sich um 1600 v. Chr. die mykenische Kultur, die erste Hochkultur des europäischen Festlands und die früheste Kultur, die Schriftzeugnisse in griechischer Sprache hinterließ (s. dazu auch Linearschrift B). Wichtige mykenische Palastzentren, die ab ca. 1400 v. Chr. entstanden und von denen größere Regionen zentral verwaltet wurden (siehe Mykenische Palastzeit), waren Mykene, Theben, Tiryns und der sogenannte Palast des Nestor bei Pylos. Ca. 1450 v. Chr. eroberten die Festlandsgriechen das minoische Kreta und übernahmen auch die Macht auf den Kykladen, der Dodekanes und weiteren Ägäisinseln sowie über bisher minoisch geprägte Siedlungen an der kleinasiatischen Küste wie Milet. Die Mykener pflegten intensive Kontakte mit den Staaten des östlichen Mittelmeerraums, aber auch mit einigen Regionen im Westen, wie Unteritalien, Sardinien und dem nördlichen Adriagebiet. Um bzw. kurz nach 1200 v. Chr. wurden viele mykenische Zentren zerstört. In einigen Landschaften wie Messenien wurden auch fast alle übrigen Siedlungen aufgegeben, was für eine dramatische Abnahme oder eine massive Abwanderung der Bevölkerung spricht. Die Ursachen der einschneidenden Ereignisse um 1200 v. Chr. sind bis heute umstritten, jedoch stehen sie wahrscheinlich in Zusammenhang mit vielen gleichzeitigen Zerstörungen und Umwälzungen in weiten Teilen des Mittelmeerraums, bei denen die sogenannten Seevölker eine nicht unwesentliche Rolle zu spielen scheinen. Trotz der vielen Zerstörungen, vor allem auf dem griechischen Festland, blieb der Ägäisraum auch nach 1200 v. Chr. noch für ca. 150–200 Jahre kulturell weiterhin mykenisch geprägt.
Die Dorer wanderten von Nordwest-Griechenland auf den Peloponnes ein, später auch nach Kreta und Rhodos. Wann genau die Dorische Wanderung stattfand, ist umstritten, als sehr wahrscheinlich gilt jedoch, dass die Dorer zwischen dem 12. und 10. Jahrhundert v. Chr. massiv nach Süden vordrangen. Die Bewohner des Festlandes, die Hellenen, rüsteten ab dem 8. Jahrhundert v. Chr. umfangreiche See- und Militärexpeditionen aus und erforschten das Mittelmeer bis an den Atlantik und das Schwarze Meer bis zum Kaukasus. Im ganzen Mittelmeerraum, in Kleinasien und an der nordafrikanischen Küste sowie rund um das Schwarze Meer wurden infolge der Reisen zur Erschließung neuer Märkte zahlreiche griechische Kolonien gegründet.
Während der klassischen Periode (5. Jahrhundert v. Chr.) bestand Griechenland überwiegend aus Stadtstaaten, an seiner Peripherie auch aus Reichen mit anderer Staatsorganisation wie dem Königreich Makedonien, Epirus oder dem Bosporanischen Reich. Der bedeutendste Stadtstaat war Athen, gefolgt von Sparta und Theben. Der Wunsch nach Unabhängigkeit und ihre Freiheitsliebe verhalfen den Griechen zum Sieg über die Perser in den Perserkriegen. In der zweiten Hälfte des 4. Jahrhunderts v. Chr. eroberten die Griechen, angeführt von Alexander dem Großen, mit dem Perserreich den größten Teil der ihnen damals bekannten Welt, und eine Hellenisierung außerhalb der vorigen griechischen Zentren setzte ein. Infolge der sich anschließenden Kämpfe (Diadochenkämpfe) zwischen den griechischen Klein- und Mittelmächten untereinander sowie mit und gegen Makedonien kam es später zum Eingreifen des Römischen Reiches gegen Philipp V. von Makedonien.
146 v. Chr. fiel Griechenland an das Römische Reich. Damit endete die politische Geschichte des unabhängigen Griechenland für fast zwei Jahrtausende. Doch lebte die griechische Kultur im Rahmen des Römischen Reiches fort und prägte seit dem zweiten vorchristlichen Jahrhundert zunehmend auch die römische Zivilisation. 330 n. Chr. verlegte Kaiser Konstantin seine Hauptresidenz nach Konstantinopel und legte damit den Grundstein für das oströmische Reich, das später als Byzantinisches Reich bekannt wurde. Byzanz transformierte das kulturelle Erbe Griechenlands und Roms in einen Träger für eine neue christliche Zivilisation. Das Byzantinische Reich fiel 1453 an die Osmanen. Die Griechen blieben fast 400 Jahre lang unter osmanischer Herrschaft. Während dieser Zeit bewahrten sie aber ihre Sprache, Religion und Identität, wobei zu beachten ist, dass sich die Griechen in dieser Zeit nicht etwa als Hellenen (dies war vielmehr die Bezeichnung für einen Heiden), sondern als Rhomäer (Byzantiner) verstanden.
Am 25. März 1821 erhoben sich die Griechen gegen die Türken und erkämpften bis 1828 ihre Unabhängigkeit. In dieser Zeit kam es, initiiert durch Deutsche, Engländer, Franzosen und Russen, zu einer entscheidenden, bis heute nachwirkenden Änderung in der Eigenwahrnehmung der Griechen: Sie betrachteten sich fortan zunehmend als Nachfahren der antiken Hellenen und nicht mehr als Byzantiner. Da der neue Staat nur einen Teil der griechischen Siedlungsgebiete umfasste, ging der Kampf etappenweise weiter. 1864 fielen die Ionischen Inseln an Griechenland, 1881 Thessalien und Teile von Epirus. Kreta, die östliche Ägäis und Makedonien kamen 1913 hinzu und Westthrakien 1919. Nach dem Zweiten Weltkrieg wurden 1947 auch die Dodekanes-Inseln an Griechenland übergeben.
Während des Zweiten Weltkrieges griff Italien 1940 Griechenland an. Die griechischen Streitkräfte konnten die Invasionstruppen aufhalten. Schließlich kam im April 1941 Deutschland Italien zu Hilfe (Balkanfeldzug), Italien und Deutschland besetzten Griechenland. Partisanen leisteten Widerstand gegen die Besatzer.

Der Befreiung schloss sich ein vierjähriger Bürgerkrieg an, in den britische Truppen offen eingriffen mit dem Ziel, den westlichen Einfluss gegen Kommunisten auf Griechenland zu sichern. Der Bürgerkrieg verursachte weitere Opfer und große Verwüstungen.
1967 putschte sich das Militär an die Macht; die griechische Militärdiktatur bestand bis 1974. Seit der Abschaffung der Monarchie im Jahr 1975 ist Griechenland eine parlamentarische Präsidialdemokratie. Griechenland wurde 1952 Mitglied der NATO und 1981 Mitglied der EWG.

## Siedlungsraum
Die südliche Balkan-Halbinsel ist geografisch stark durch schroffe Gebirge gegliedert. Hierdurch wurde die Entwicklung einer Vielzahl eigenständiger Kleinstaaten begünstigt. Verkehrsadern waren die meist nach Osten gerichteten Flussläufe.
Die Ägäis mit ihren Inselbrücken nach Kleinasien und Kreta begünstigte den wirtschaftlichen und kulturellen Austausch nach Osten. Nach Westen hingegen ist das Land mit Ausnahme des Golfes von Korinth weit weniger geöffnet. Geringe Ausdehnung des zusammenhängend landwirtschaftlich nutzbaren Bodens, Verkarstung des Landes durch frühe Abholzung und Waldbrände, Dürreperioden und Erdbeben behinderten die wirtschaftliche Entfaltung.

## Frühgeschichte

### Minoische Kultur

Minoische Kultur

Erste Spuren minoischer Siedlungen der Bronzezeit auf Kreta reichen bis etwa 3600 v. Chr. zurück. Kreta lag im Schnittpunkt der Seeverbindungen zwischen Ägypten, Kleinasien und dem heutigen Griechenland. Hieraus mag sich die bevorzugte Besiedlung des Ost- und Mittelteils der Insel erklären. Unter orientalischem Einfluss entwickelte sich hier zu Beginn des 2. Jahrtausends v. Chr. eine eigene vorgriechische Hochkultur. Ihre Zentren waren die Paläste von Knossos, Phaistos und Malia.
Auf mindestens 50.000 Einwohner schätzt man die Bevölkerung von Knossos. Die ungeschützte Lage der Paläste lässt auf eine ungefährdete Königsherrschaft über ganz Kreta schließen. Eine bedeutende Flotte beherrschte das Meer und sicherte die Insel gegen Angriffe von außen. Die Darstellung von Volksfesten auf den Fresken der Palastwände und die unmittelbare Nähe der Stadt lassen eine politische Mitwirkung von Hofgesellschaft und freier Bevölkerung vermuten. Die hervorragende Rolle von Frauen auf den Gemälden in Verbindung mit der Bedeutung weiblicher Gottheiten dokumentiert eine privilegierte Stellung der Frau. Man schloss sogar auf eine matriarchale Ordnung.
Ausgedehnte Vorratsräume und Werkstätten weisen die Paläste auch als Zentren des Wirtschaftslebens und des Handwerks aus. Bilder über die Ablieferung von Abgaben, Tontafeln mit Aufzeichnungen einer geordneten Buchführung deuten auf eine organisierte Verwaltung. Der Export von Gegenständen des hoch entwickelten kretischen Kunstgewerbes nach Vorderasien, Ägypten, den Inseln der Ägäis, Zypern und Funde babylonischer Waren in den kretischen Palästen bezeugen einen weiträumigen Handelsverkehr.
Die minoische Kultur hatte großen Einfluss auf die Ägäis und Südwest-Kleinasien, bis sie von der mykenischen abgelöst wurde. Für den Untergang der minoischen Kultur galt lange Zeit der Ausbruch des Santorin-Vulkans als mitverantwortlich, dessen Datierung zwischen 1628 und 1520 v. Chr. jedoch umstritten bleibt (siehe Minoische Eruption). Nach der Zerstörung der Paläste um 1450 v. Chr. wurden die mykenische Kultur und Sprache auf Kreta vorherrschend.
Zeitgleich bestand auf den Inseln der südlichen Ägäis die Kykladenkultur und auf dem Festland die helladische Kultur. Beide bestanden über das Ende der Minoer hinaus und gingen in der späten Bronzezeit in der mykenischen Kultur des Festlands auf.

### Mykenische Kultur

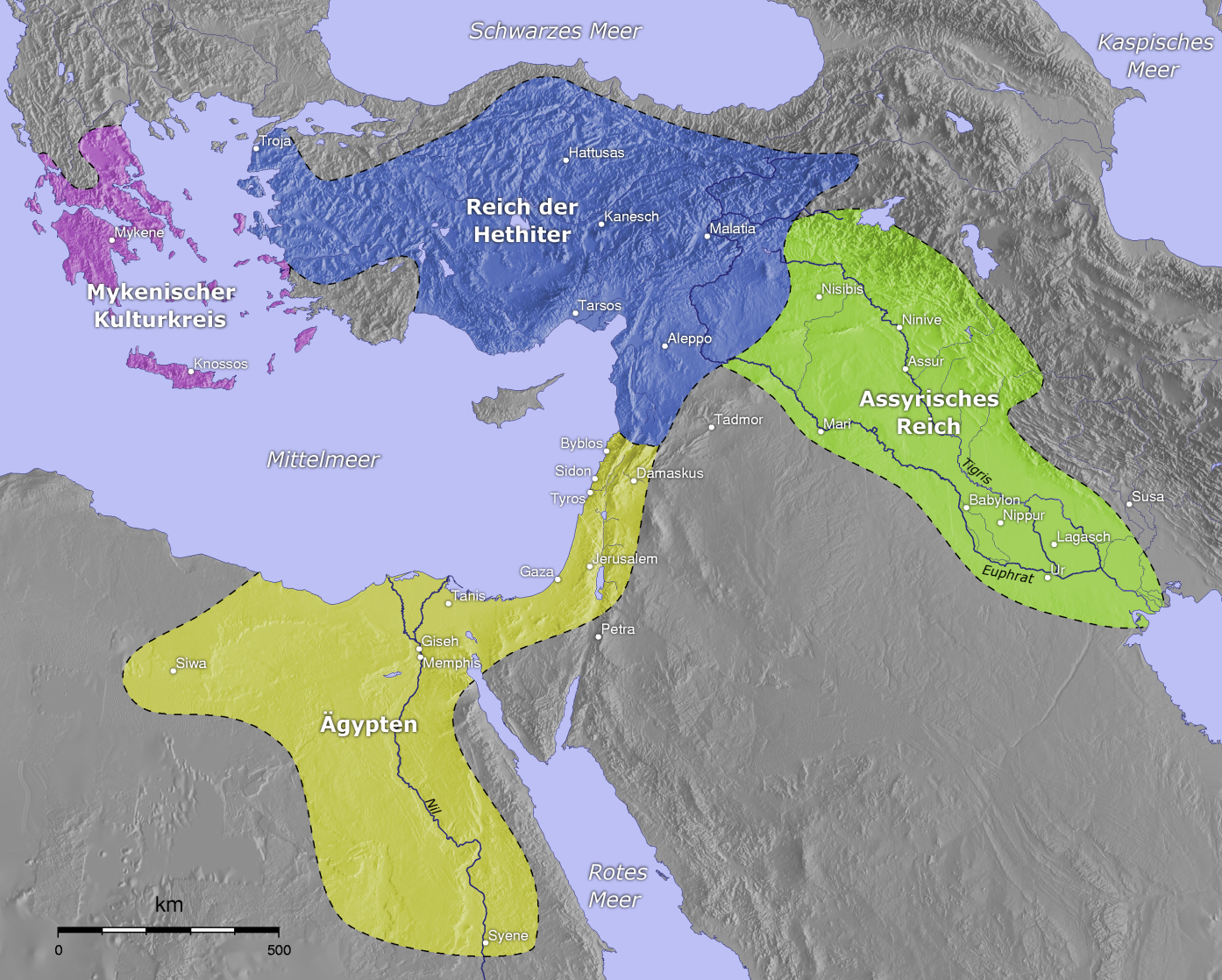
Kulturkreise und Reiche im östlichen Mittelmeerraum um 1230/20 v. Chr.

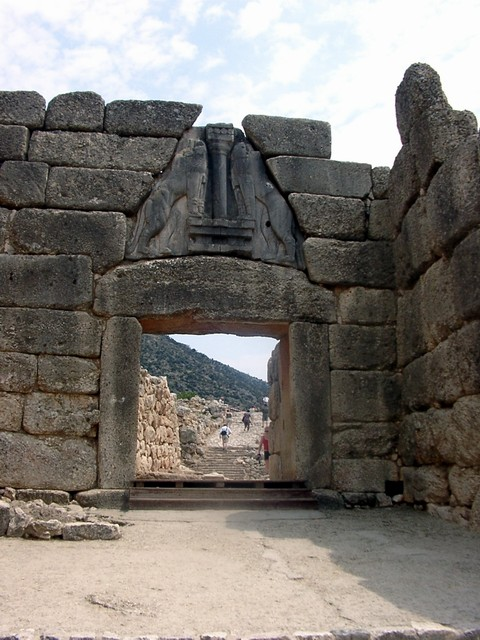
Löwentor von Mykene

Zu Beginn des Späthelladikums bildete sich, unter kretischem Einfluss, aber aus den mittelhelladischen Traditionen hervorgehend, die erste Hochkultur auf dem Boden des griechischen Festlands heraus, die nach einem ihrer Zentren, Mykene in der Argolis, die mykenische Kultur genannt wird.
Stadtstaaten entstanden um die hochgelegenen Burganlagen aus mächtigen Steinmauern. Diese stehen im schroffen Gegensatz zu den unbefestigten kretischen Palästen, aber auch der umliegenden einheimischen Kultur. Darin einbezogen waren Häuser für Beamte, Gefolge und Leibwache. Unterhalb lag die offene Siedlung der bäuerlichen Bevölkerung. Den Zug zum Monumentalen unterstreichen Bauwerke wie das Schatzhaus des Atreus oder das Löwentor von Mykene. Der König war Stammesführer, der im Einvernehmen mit Rat und Heeresversammlung regierte.
Tontafelarchive in Mykenischem Griechisch in der Silbenschrift Linear B dokumentieren eine geordnete Verwaltung. Ackerbau und Viehzucht bildeten die Grundlage der Wirtschaft. Daneben existierte ein spezialisiertes Gewerbe. Handel zu Lande wurde durch angelegte Straßen unterstützt. Fernhandelsbeziehungen bestanden vor allem zu den vorderasiatischen Ländern und Ägypten. Damit verbunden waren Raubzüge, deren Erfolge an den Schätzen in den repräsentativen Kuppelgräbern abzulesen sind.

### Dorische Wanderung und ionische Kolonisation
Um 1200 v. Chr. ging, vermutlich mitverursacht von den sogenannten Seevölkern, eine Welle von Zerstörungen in größeren Teilen des östlichen Mittelmeerraum aus. Fremdvölker bedrohten nach ägyptischen Quellen (siehe unter anderem Inschriften und Darstellungen auf der Merenptah-Stele, im Totentempel des Ramses III. in Medinet Habu sowie den Papyrus Harris I) Ägypten. Das hethitische Großreich in Kleinasien brach zusammen, das bedeutende Handelszentrum Ugarit in Syrien wurde zerstört, Städte auf Zypern sowie eine Reihe von Zentren im syrisch-palästinensischen Raum gerieten in die Hände von Feinden bzw. wurden zerstört.
Die mykenischen Staaten verloren dadurch wichtige Handelspartner, was die Palastwirtschaft schwächte und zu deren Zusammenbruch beitrug. Zumindest die meisten bisher bekannten Palastzentren der mykenischen Kultur auf dem griechischen Festland wurden zerstört, wobei die Ursachen ungeklärt sind. Die Organisation der Palastwirtschaft verschwand. Vermutlich ging die Schriftlichkeit verloren und viele Siedlungen im Herrschaftsgebiet mykenischer Palastzentren wurden aufgegeben. Andere wurden hingegen weiterbesiedelt und die mykenische Kultur hielt sich noch etwa 150 Jahre.
Möglicherweise begann gegen Ende der spätmykenischen Zeit (ca. 1050/1025 v. Chr.) die Dorische Wanderung. Die Dorer gewannen in einem längeren Prozess die Vorherrschaft auf der Peloponnes. Gleichzeitig rückten Griechen in bisher wenig mykenisierte Landschaften wie Epirus und Ätolien ein. Die Aioler waren künftig vorwiegend auf Thessalien und Boiotien, die Ionier auf Attika und Euböa beschränkt.
An der Kolonisation der kleinasiatischen Westküste beteiligten sich Angehörige aller griechischen Stämme. Ohne offenbar auf nennenswerten Widerstand der Einheimischen zu stoßen, gründeten sie bedeutende griechische Städte (neu) wie Milet, Ephesos, Smyrna, zum Teil auf dem Boden älterer kleinasiatischer, teils auch ehemals mykenischer (Milet, wahrscheinlich auch Iasos) Vorgängersiedlungen, die im späten 13. Jahrhundert unter hethitische Herrschaft gerieten. Durch späteren Zuzug aus der Heimat verstärkten die Ionier ihren Anteil, so dass sie in Westkleinasien die Vorherrschaft erlangten.

### „Dunkle Jahrhunderte“
Da die Zeit zwischen 1200 v. Chr. und ca. 750 v. Chr. mangels Schriftquellen oder archäologischer Funde früher wenig bis gar nicht erforscht war, wird sie traditionell auch als „Dunkle Jahrhunderte“ Griechenlands bezeichnet. Es ist die Zeit zwischen dem Ende der mykenischen Palastzeit und dem Aufschwung zu Beginn der archaischen Zeit etwa ab 750 v. Chr. Mittlerweile werden die dunklen Jahrhunderte oft enger gefasst. Durch zahlreiche Neufunde in den letzten ca. 50 Jahren erscheint insbesondere die Endphase der mykenischen Kultur (Späthelladisch III C) in wesentlich hellerem Licht: Auf Zerstörungen und Umwälzungen, wie teilweise starken demographischen Verschiebungen, von denen allerdings hauptsächlich die Regionen mit großen Palastzentren betroffen waren, erfolgt ab ca. 1150 v. Chr. (Beginn von SH III C mittel) eine gewisse Konsolidierung, in vielen Regionen sogar eine Nachblüte der mykenischen Kultur. Kennzeichnend für diese Phase sind große Tongefäße, die Krieger, Schiffe, sogar Seeschlachten zeigen. Grade die Regionen, in denen es im 14./13. Jahrhundert v. Chr. keine Palastzentren gab (zum Beispiel der Nordwesten der Peloponnes, die Kykladen, Rhodos) haben die Wirren um 1200 v. Chr. offenbar nicht tangiert oder sie erholten sich schnell von eventuellen Zerstörungen. Auch Fernhandel wurde weiter betrieben, wie die Funde ostmediterraner und ägyptischer Objekte in der Nekropole von Perati, aber auch mykenische oder mykenisierende Keramik aus Unteritalien des 12. Jahrhunderts zeigen, die vor allem Parallelen in Westgriechenland hat. Gleichsam war diese Phase von Unsicherheiten und lokalen Zerstörungen geprägt. Siedlungen wurden oft an gut geschützte Orte verlegt oder dort neu gegründet (ein Beispiel ist Aigeira). Im Laufe des 11. Jahrhunderts v. Chr. kommt es im Späthelladikum III C spät und während der nach der Keramik definierten submykenischen Phase zu weiteren Zerstörungen, zumindest in einigen Regionen zu Bevölkerungsrückgang und einem kulturellen Verfall. Funde aus der Zeit danach (ab ca. 1050/1025 – Beginn der Protogeometrischen Periode –) sind rar und stammen hauptsächlich aus Gräbern (Ausnahmen sind unter anderem die Siedlungen Nichoria und Lefkandi). Da mittlerweile auch aus der Zeit des frühen 8. Jahrhunderts mehr bekannt ist, reduzieren sich die „dunklen Jahrhunderte“ mittlerweile auf die Zeitspanne zwischen dem späten 11. Jahrhundert und dem frühen 8. Jahrhundert.

## Antike

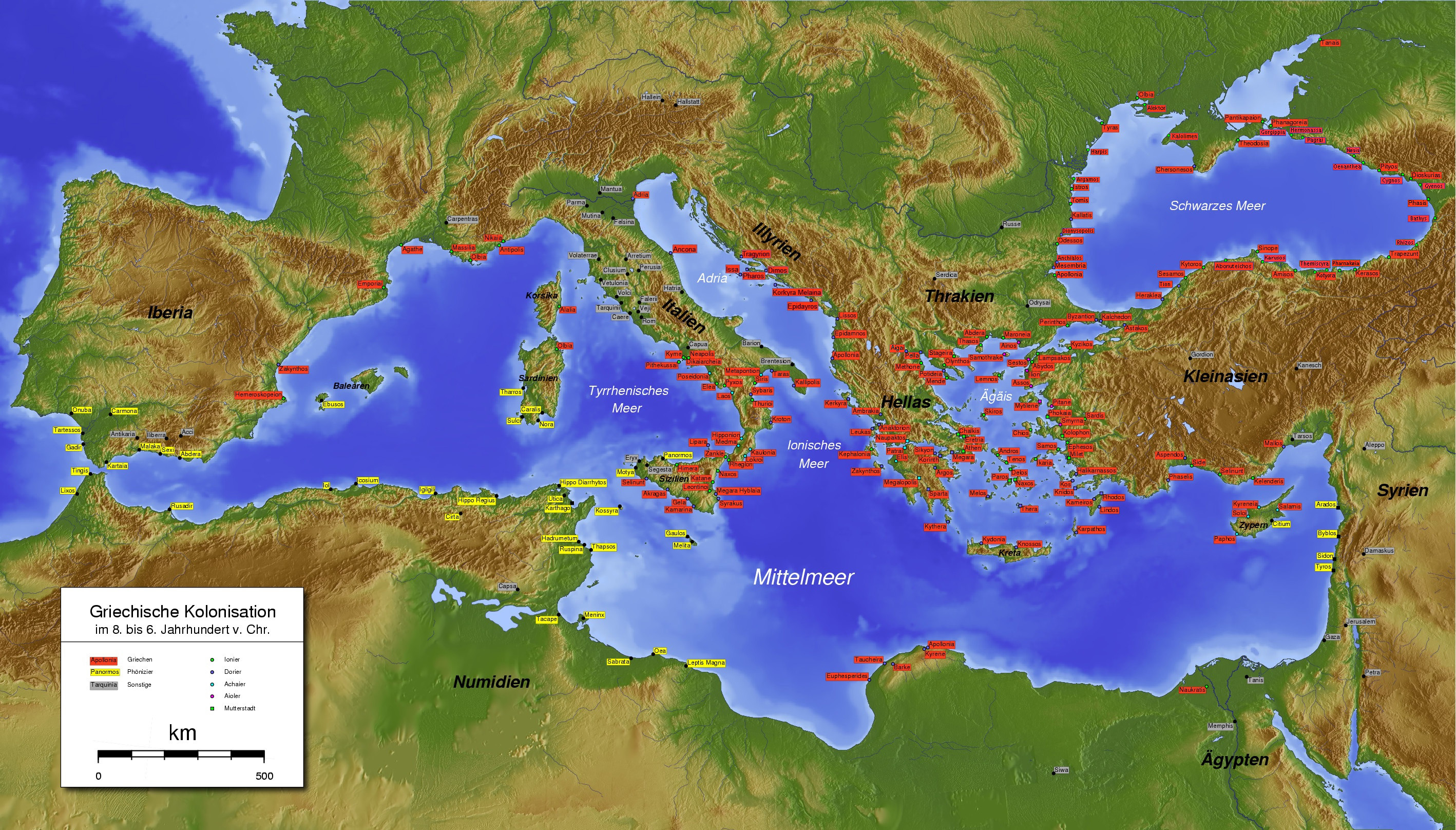
Griechische und phönizische Kolonisation

### Überblick
In der Zeit des antiken Griechenlands entfaltete sich die griechische Kultur in einer Weise, die für weite Teile des vorderen Orients und ganz Europa bis heute prägenden Einfluss hatte. Sie ist gegliedert in drei Hauptabschnitte:
- Archaische Zeit (ca. 750–500 v. Chr.), geprägt durch das Entstehen griechischer Poleis am Schwarzen Meer und in weiten Teilen des Mittelmeerraums
- Griechische Klassik (500–336 v. Chr.), geprägt durch Auseinandersetzungen mit den Persern, später durch Kämpfe der beiden stärksten Mächte Athen und Sparta um die Vorherrschaft
- Hellenismus (336–146 v. Chr.), die Zeit, als sich die griechische Kultur nach den Eroberungen Alexanders des Großen im gesamten Mittelmeerraum und bis weit darüber hinaus ausbreitete

### Archaische Zeit
In der archaischen Zeit (ca. 700–500 v. Chr.) kam es zur großen Kolonisation des Mittelmeerraums. Gründe waren neben Überbevölkerung und Sicherung von Handelswegen auch innere Kämpfe in Griechenland. Im 7. und 6. Jahrhundert v. Chr. erlebte die Regierungsform der Tyrannis eine Blüte, so zum Beispiel in Korinth, wo die Kypseliden um 660 v. Chr. an die Macht kamen. Um 550 v. Chr. gründete Sparta den Peloponnesischen Bund und zementierte damit seinen Herrschaftsanspruch.

### Klassische Zeit

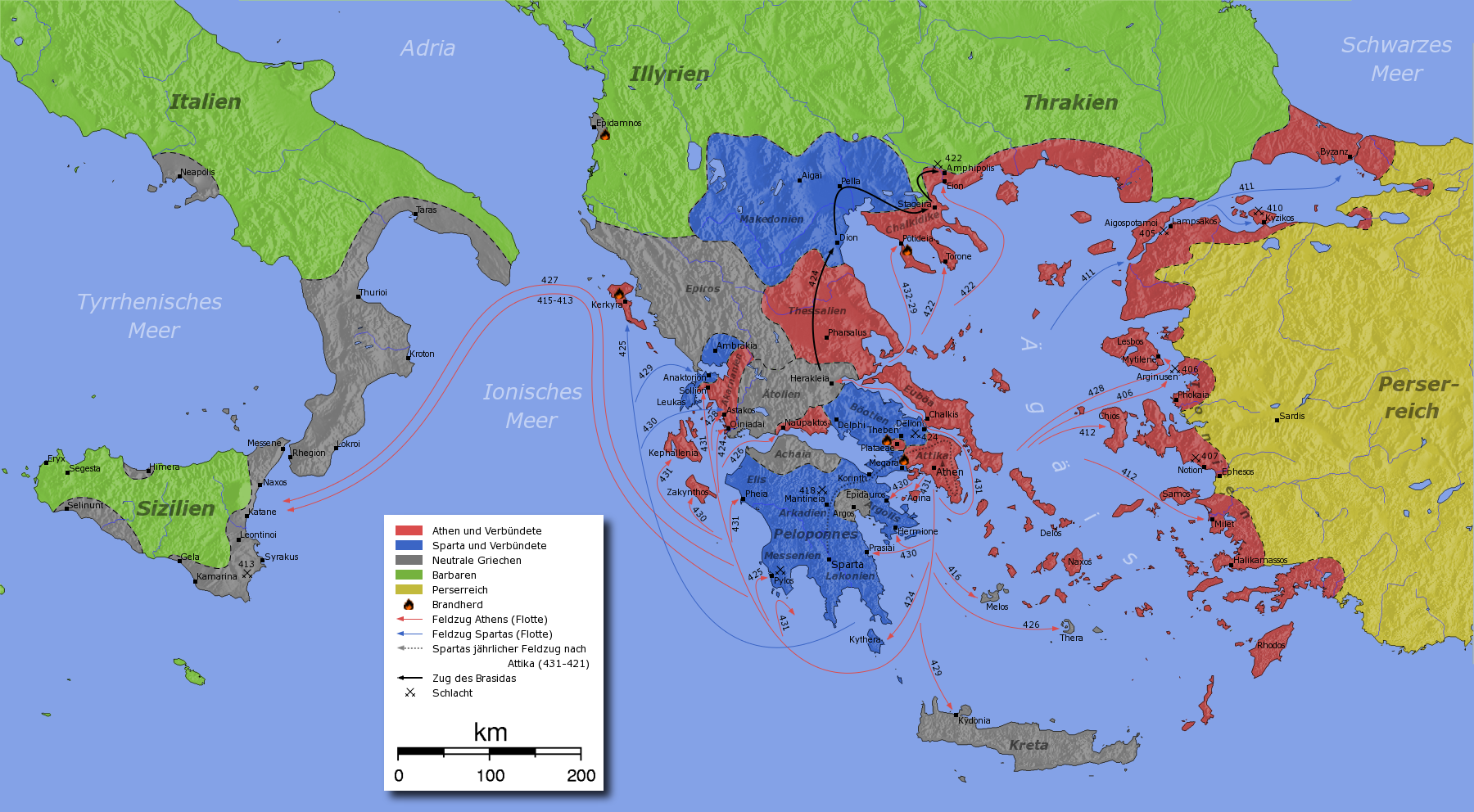
Peloponnesischer Krieg

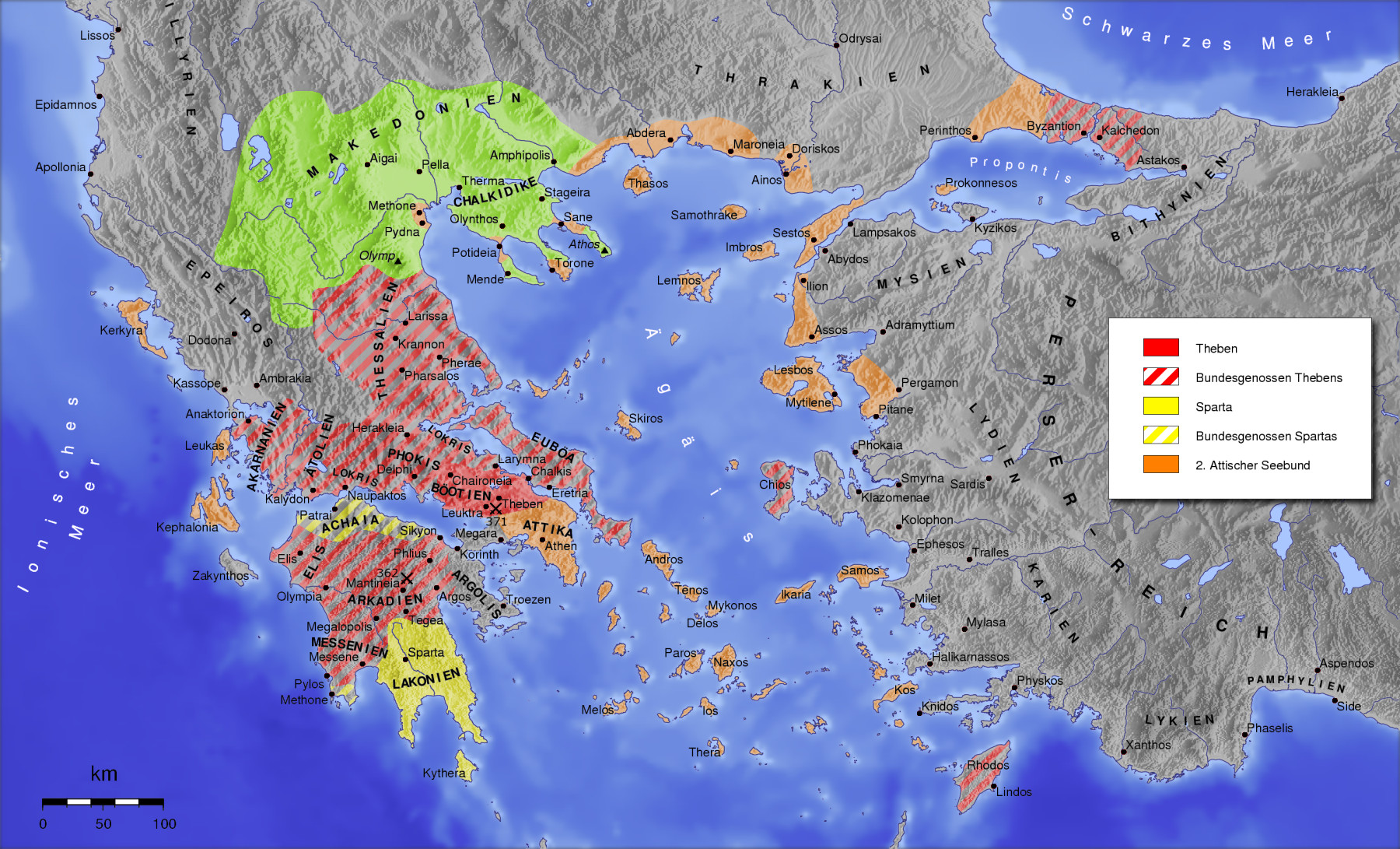
Griechenland zur Zeit der Hegemonie Thebens, 371–362 v. Chr.

Der Ionische Aufstand (ca. 500–494 v. Chr.) führte dann zum Konflikt Griechenlands mit dem persischen Großkönig Dareios I., der zeitlich den Beginn der griechischen Klassik markiert. Athen siegte zunächst bei Marathon 490 v. Chr. und nutzte die Zeit für eine massive Aufrüstung. Zehn Jahre später kam es zu einem erneuten Feldzug unter Dareios’ Sohn Xerxes I. Nach der Abwehrschlacht an den Thermopylen kam es bei Salamis zur Entscheidungsschlacht. Die Griechen vernichteten die zahlenmäßig überlegene persische Flotte (480 v. Chr.), ein Jahr später auch das persische Landheer in der Schlacht von Plataiai. Athen gründete 478/477 v. Chr. den Attischen Seebund. Auf den Grundlagen der Reformen Solons und des Kleisthenes von Athen sowie der Seeherrschaft Athens in der Ägäis entwickelte sich Mitte des 5. Jahrhunderts v. Chr. die Attische Demokratie mit Perikles als leitendem Staatsmann.
Der Peloponnesische Krieg zwischen Sparta und Athen um die Vorherrschaft in Griechenland endete nach wechselvollem Verlauf mit der Niederlage Athens 404 v. Chr. Sparta konnte aber seine Hegemonie in Griechenland nicht aufrechterhalten und unterlag 371 v. Chr. in der Schlacht bei Leuktra vernichtend; es folgte die kurze Zeit der Hegemonie Thebens 371–362 v. Chr. Philipp II. von Makedonien machte ab 359 v. Chr. in langjährigen Kämpfen sein Land zur führenden Militärmacht in Griechenland. Er wurde 336 v. Chr. ermordet.

### Hellenismus

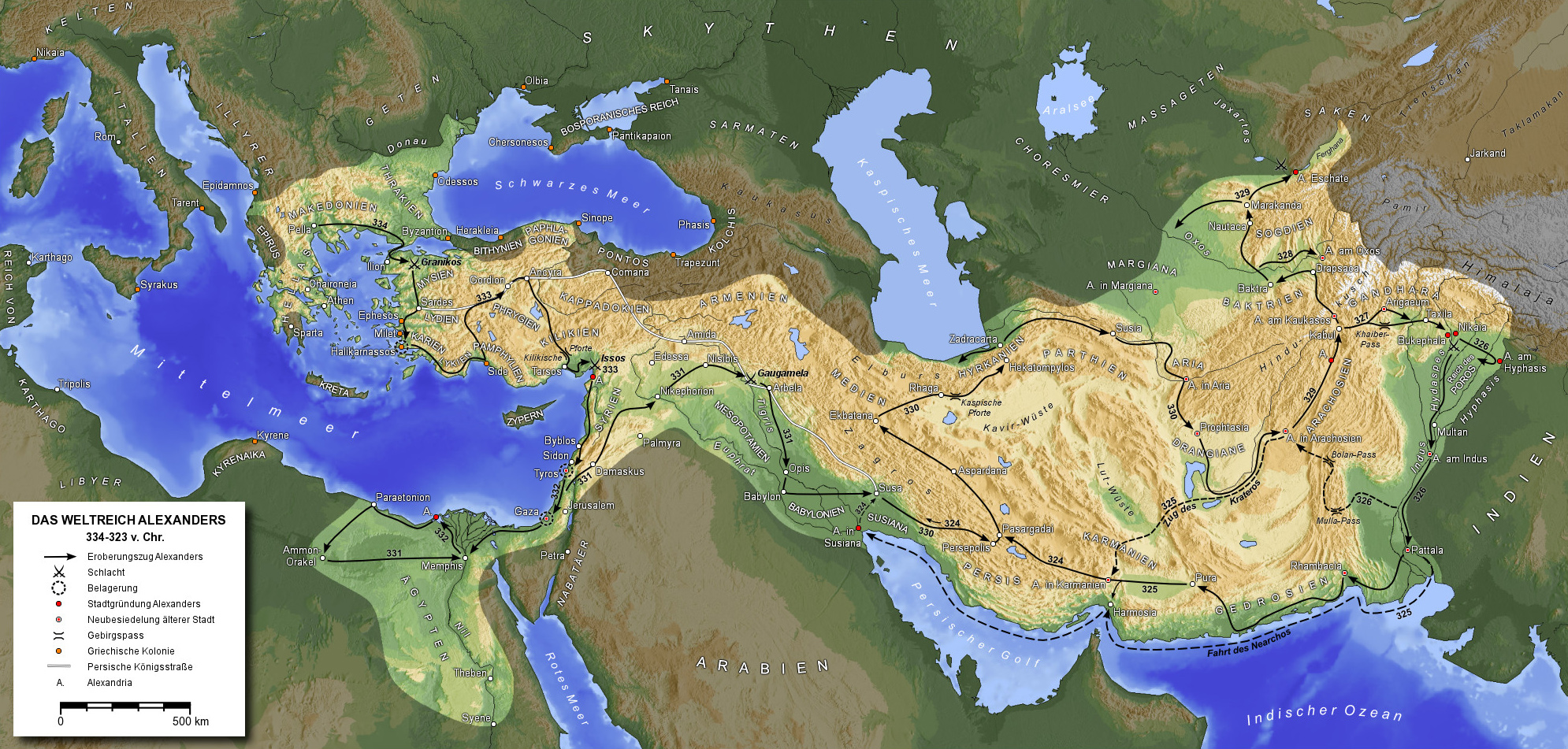
Feldzug Alexanders des Großen

Philipps Sohn Alexander setzte dessen ehrgeizige Pläne in die Tat um, besiegte die persischen Armeen und stieß bis nach Indien vor. Es begann das Zeitalter des Hellenismus, in dem die griechischen Städte gegenüber den hellenistischen Großreichen, die sich nach Alexanders Tod 323 v. Chr. bildeten, politisch nur noch eine untergeordnete Rolle spielten. Die griechische Kultur verbreitete sich jedoch bis nach Indien, zumal die Diadochen, die Könige der Nachfolgereiche des Alexanderreiches, sie förderten. Unter den Antigoniden blieb Makedonien die Vormacht im griechischen Mutterland, auch wenn die meisten Poleis nominell weiterhin unabhängig blieben. Die Griechen in Kleinasien lebten im Machtbereich der Ptolemäer, Attaliden und Seleukiden. Besonders die letztgenannten gründeten auch viele neue Poleis in ihrem vorderasiatischen Herrschaftsraum.
Um unter diesen Umständen doch noch außenpolitisch handlungsfähig zu bleiben, schlossen sich viele griechische Poleis zu Bundesstaaten (koina) zusammen. In der Folge der Kämpfe zwischen diesen griechischen Klein- und Mittelmächten untereinander und gegen Makedonien kam es schließlich zum Eingreifen des Römischen Reiches gegen Philipp V. von Makedonien. Im Zweiten Makedonisch-Römischen Krieg (200–197 v. Chr.) wurde Makedonien besiegt, und kurz darauf unterbanden die Römer auch den Versuch des Seleukidenkönigs Antiochos III., die Nachfolge Philipps als Vormacht über Hellas anzutreten. In der Schlacht von Pydna 168 unterlag Makedonien dann endgültig und wurde römische Provinz. 146 v. Chr. erfolgte die Eingliederung der restlichen Teile Griechenlands in das Römische Reich (Provinz Achaea). 133 v. Chr. fiel auch Westkleinasien an Rom (Provinz Asia), 64 v. Chr. machten die Römer den Rest des Seleukidenreiches zur Provinz Syria, und 30 v. Chr. wurde schließlich auch die letzte größere hellenistische Macht, das Ägypten der Ptolemäer, von Rom annektiert. Jedoch konnte sich das hellenistische Staatswesen zu einem kleinen Teil in Gestalt des Griechisch-Baktrischen Königreiches beziehungsweise Indo-Griechischen Königreiches bis kurz vor die Zeitenwende halten. Die unabhängige politische Geschichte des antiken Griechenlands war damit beendet. Fortan lebten fast alle Griechen unter römischer Herrschaft.

### Römische Herrschaft
Die griechische Kultur lebte im Römischen Reich fort und prägte zunehmend auch die römische Zivilisation. Bis in die Spätantike war es für die Eliten Roms fast selbstverständlich, neben Latein auch Griechisch zu beherrschen, und die klassische griechische Bildung (paideia) blieb zumindest in der östlichen Reichshälfte auch nach dem Sieg des Christentums noch lange lebendig.
Politisch wurde im Jahr 27 v. Chr. die ganz Griechenland umfassende Provinz Macedonia aufgeteilt, die senatorische Provinz Achaea (griech. Achaia) mit der Hauptstadt Korinth entstand. 15 n. Chr. wurde Achaea unter Kaiser Tiberius zur kaiserlichen Provinz, bis Kaiser Claudius sie im Jahr 44 wieder unter senatorische Kontrolle stellte. Unter Kaiser Vespasian wurde schließlich zudem die kaiserliche Provinz Epirus eingerichtet, die die antike Landschaft Epeiros und das südlich angrenzende Akarnanien umfasste. Vespasian war es auch, der den Erlass Neros, der Hellas die Freiheit geschenkt hatte, wieder zurücknahm.
Der hellenophile Kaiser Hadrian versuchte bei einer Griechenlandreise 125, eine Art Provinzparlament zu gründen, um alle halbautonomen früheren Stadtstaaten in Griechenland und Kleinasien zu vereinen. Dieses „Panhellenion“ genannte Parlament funktionierte allerdings trotz seiner Versuche, die Griechen zur Zusammenarbeit zu bewegen, nicht. Dafür gelang es immer mehr griechischen Aristokraten, in die römische Reichselite aufzusteigen und Senator zu werden.
Seit 251 gab es wiederholt Einfälle der Goten im benachbarten Thrakien und in Mösien. 267 wurden mehrere Inseln und Städte wie Korinth, Sparta, Argos, Tegea und selbst Athen durch die germanischen Heruler erobert und verwüstet. Kaiser Aurelian sicherte die Balkanhalbinsel und Griechenland dadurch, dass er 274 das jenseits der Donau gelegene Dakien den Barbaren als tributpflichtigen Untertanen überließ. Es folgte ein Jahrhundert relativer Ruhe, in denen das antike Hellas eine Nachblüte erlebte. Gegen Ende des 4. Jahrhunderts zerstörten die Goten unter ihrem Anführer Alarich I. weite Bereiche des gesamten Heiligtums von Epidauros.

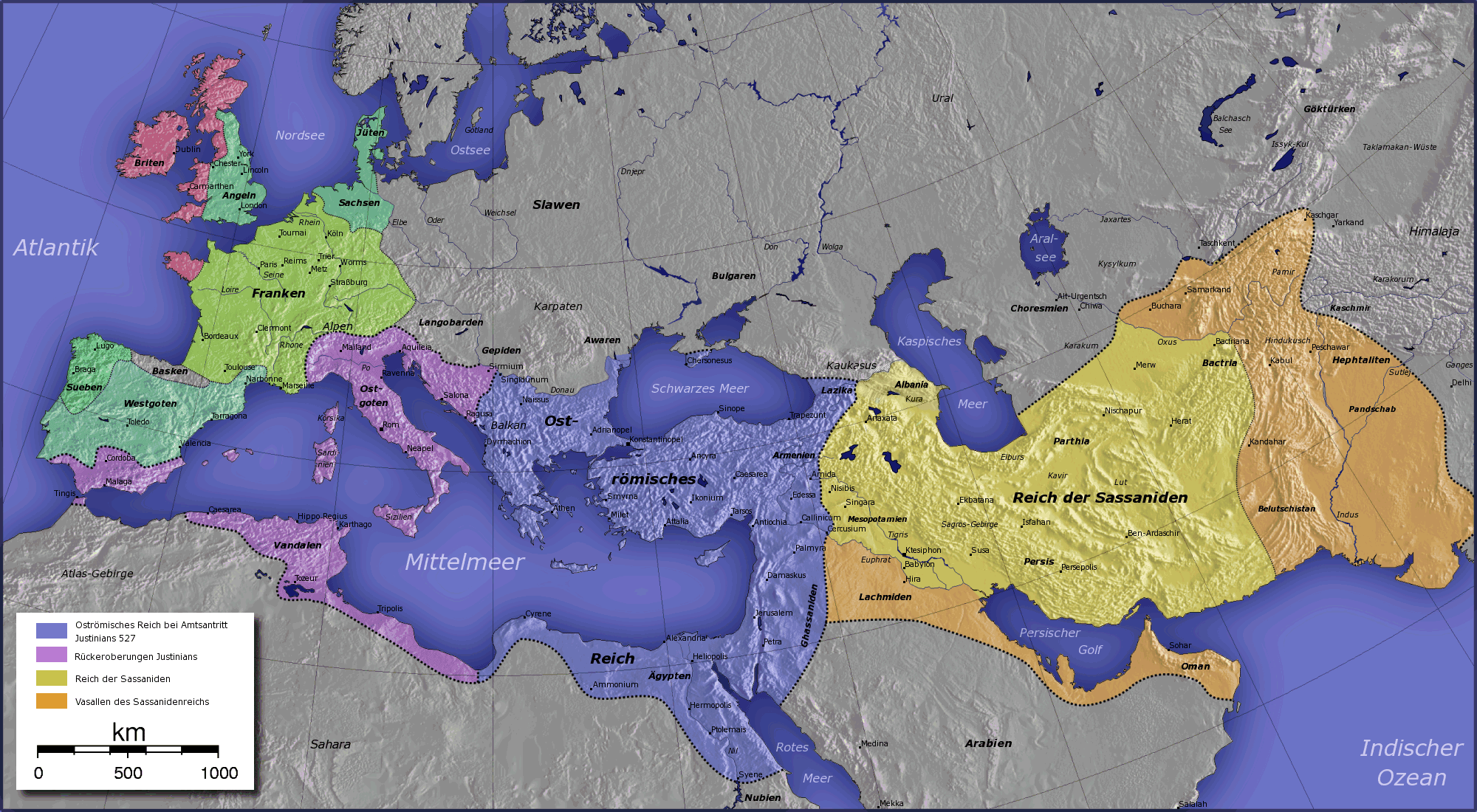
Europa und Südwest-Asien im 6. Jahrhundert

Griechenland wurde bis 400 weitgehend christianisiert. Die alte Eigenbenennung als Hellene wurde nun ungebräuchlich, da sie jetzt Nichtchristen bezeichnete. Vielmehr sahen sich die Griechen nun selbst ganz überwiegend als christliche Römer (Rhomäer). Bei der faktischen Spaltung des Römischen Reiches im Jahr 395 wurde Griechenland dem Oströmischen bzw. Byzantinischen Reich zugeteilt und gehörte fortan zur Diözese Macedonia. Unter Kaiser Justinian I. (527 bis 565) oder einem seiner Nachfolger wurde das Prokonsulat von Achaia aufgehoben und in vier Strategien (Kommandobereiche) eingeteilt: Hellas, Peloponnes, Nikopolis und die Inseln des Ägäischen Meers. Seit etwa 580 drangen dann slawische Gruppen plündernd in die oströmischen Balkanprovinzen ein und siedelten sich dort schließlich an; diese Vorgänge markierten für Griechenland das Ende der Antike. Doch auch danach beanspruchten die Griechen die Nachfolge des christlichen Römischen Reichs für sich.

## Mittelalter

### Byzantinisches Reich und slawische Landnahme
Um 630 wurde Griechisch alleinige Amtssprache des Byzantinischen Reiches, das nach der arabischen und slawischen Expansion von einem das Mittelmeer umspannenden Weltreich zu einem im östlichen Mittelmeerraum gelegenen griechisch dominierten Großreich schrumpfte, ohne dabei jemals den Anspruch auf die Nachfolge des Römischen Imperiums aufzugeben. Obwohl der Schwerpunkt dieses Reiches um die Hauptstadt Konstantinopel am Bosporus und damit außerhalb der heutigen griechischen Grenzen lag, befand sich mit Thessaloniki die zweitwichtigste Stadt des mittel- und spätbyzantinischen Reiches innerhalb der heutigen griechischen Grenzen.
Um 650 wurden große Teile Griechenlands bis zum Peloponnes von eingedrungenen slawischen Stämmen beherrscht und konnten erst in der Folgezeit wieder für das Byzantinische Reich gewonnen werden. Nicht zuletzt durch die Ansiedlung von Menschen aus Kleinasien wurde Hellas in der Folgezeit re-gräzisiert. Namentlich im Binnenland blieben neben den verbliebenen altgriechischen oder den neuen „rhomäischen“ (römischen, das heißt byzantinischen) Stadtgemeinden an der Küste noch lange auch diverse slawische Gemeinwesen bestehen. Versuche der Araber im 9. Jahrhundert, sich in Griechenland festzusetzen, scheiterten.
Im 10. Jahrhundert drangen Bulgaren plündernd in Griechenland ein und eroberten 933 Nikopolis. 978 fielen sie verwüstend in Thessalien ein und plünderten Larissa. Nach zunächst siegreichen Kämpfen mit dem Kaiser Basileios I. (987–989) erschienen die Bulgaren 995 zum zweiten Mal in Thessalien und durchzogen dann auch Boiotien, Attika und einen Teil des Peloponnes. Beim Rückzug erlitten sie jedoch eine entscheidende Niederlage.
Gegen Ende des 11. Jahrhunderts begannen die sizilianischen Normannen, Griechenland und das Byzantinische Reich zu bedrohen. Unter Robert Guiskard eroberten sie 1081 Durazzo (Dyrrhachium) und Korkyra, 1083 aber wurden sie unter ihm und etwas später unter der Führung seines Sohns Bohemund durch das Heer Alexios’ I. besiegt. Zur selben Zeit wurde Thrakien von den Petschenegen überfallen.

### Zeit der Kreuzzüge
Im Jahr 1147 zogen die Ritter des Zweiten Kreuzzuges durch byzantinisches Gebiet, während Roger II. von Sizilien Korfu eroberte und sowohl Theben als auch Korinth plünderte. Einige Jahrzehnte später, 1197, knüpfte der deutsche König Heinrich VI. an die von seinem Vater Friedrich I. ausgehenden Feindseligkeiten gegenüber dem Byzantinischen Reich an und drohte, in Griechenland einzufallen, um seine Ansprüche auf das kurzzeitig von den Normannen besetzte Gebiet zurückzugewinnen. Dieser Gefahr entledigte sich der Komnene Alexios III. durch Zahlungen. Die unter anderem zu diesem Zweck von ihm erhobenen Steuern riefen zahlreiche Erhebungen seiner Untertanen hervor, darunter Aufstände in Griechenland einschließlich der Peloponnes. Dessen ungeachtet war das Griechenland des 11. und 12. Jahrhunderts friedlicher und wohlhabender als der andere Hauptteil des Reiches, Kleinasien, in dem gegen die Seldschuken gekämpft wurde. Thessaloniki hatte trotz der Plünderung durch die Normannen im Jahr 1185 vermutlich etwa 150.000 Einwohner. Auch Theben war in jener Zeit eine bedeutende Stadt mit ungefähr 30.000 Einwohnern. Athen und Korinth hatten vermutlich immer noch etwa 10.000 Einwohner. Die Städte des griechischen Festlandes führten weiterhin Getreide in die Hauptstadt Konstantinopel aus und trugen so zur Kompensation des durch die Seldschuken verursachten Landverlustes bei.

Wappen des Lateinischen Kaiserreiches

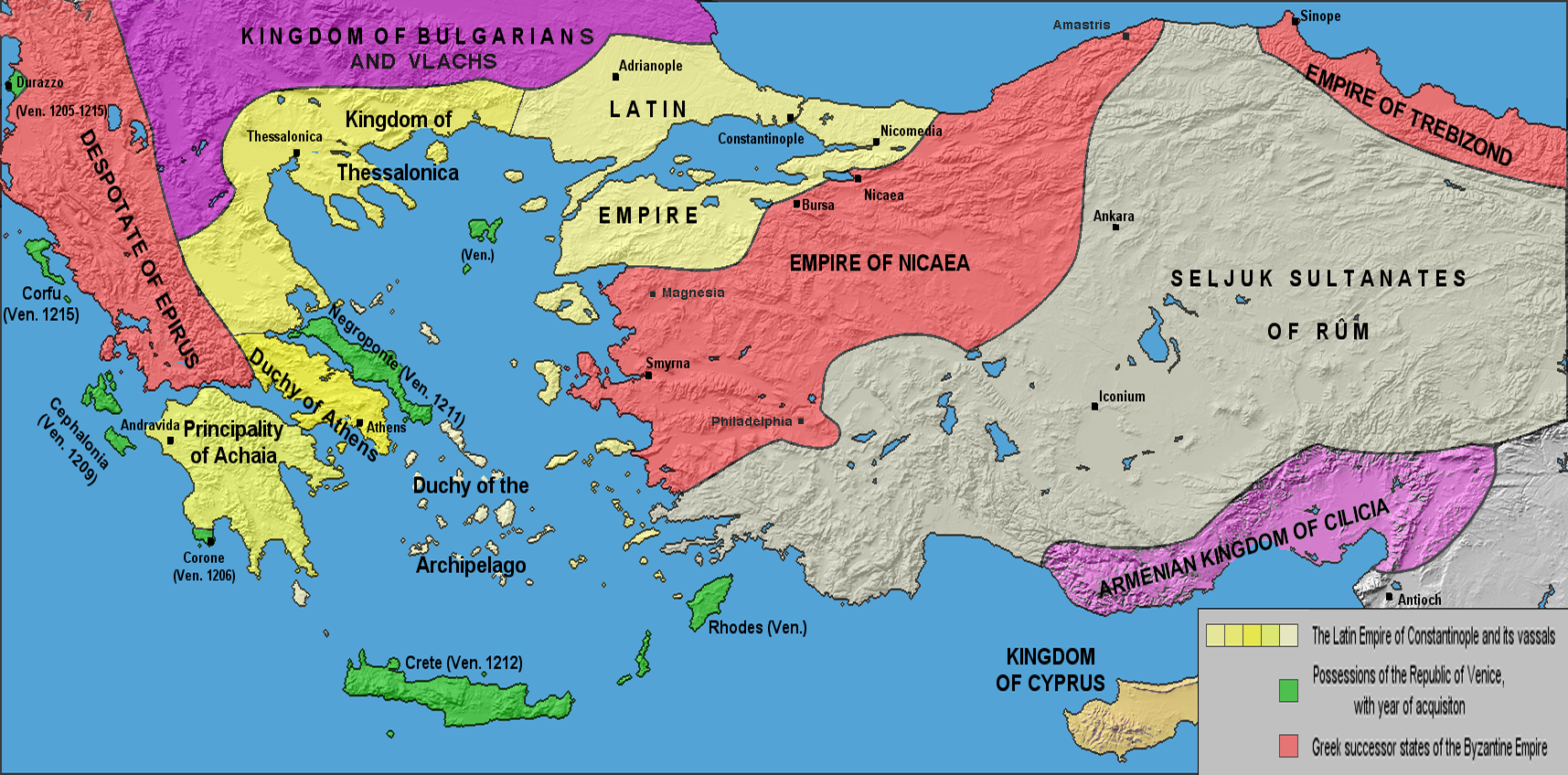
Griechenland und Ägäis nach der Aufteilung durch die Kreuzfahrer des Vierten Kreuzzuges

Als im Jahr 1204 das Heer des Vierten Kreuzzuges Konstantinopel eroberte, teilten die Kreuzfahrer Griechenland unter sich auf. Konstantinopel und Thrakien wurden zum Kern des sogenannten Lateinischen Kaiserreiches, während das eigentliche Griechenland in das Königreich Thessaloniki, das Fürstentum Achaia und das Herzogtum Athen gegliedert wurde. Die Ägäischen Inseln wurden zu einem Herzogtum unter venezianischer Oberhoheit. Zu diesen Staaten kam als einer der drei unmittelbar dem Byzantinischen Reich nachfolgenden Staaten das Despotat Epirus.

Griechenland und Ägäis im Jahr 1265

Wappen der Dynastie der Palaiologen

Im Jahr 1261 stellte Michael VIII. Palaiologos das Byzantinische Reich durch die Wiedergewinnung Konstantinopels wieder her. Als er 1282 starb, hatte Michael VIII. die Ägäischen Inseln, Thessalien, Epirus und den größten Teil Achaias zurückerobert. Zu letzterem gehörte auch die Kreuzfahrer-Festung Mystras, welche zum Sitz eines byzantinischen Despotats wurde.
Demgegenüber blieben Athen und die nördliche Peloponnes in der Hand der Kreuzfahrer. Deren Führer Karl von Anjou und sein ihm nachfolgender Sohn erhoben Anspruch auf den Thron des erloschenen Lateinischen Kaiserreiches und bedrohten Epirus und den Rest Griechenlands, waren damit aber nicht erfolgreich. Das Herzogtum Athen war bis 1308 im Besitz der Familie Delaroche und kam dann durch die Heirat Isabellas, der Tochter des letzten Herzogs aus dieser Familie, mit Hugo Graf von Brienne, an Walter V. von Brienne (1308–1311), den Sohn aus dieser Ehe. Sein Nachfolger Walter II. erlag 1311 im Kampf gegen katalanische Söldner, die einen ihrer Führer, Roger Deslaur, zum Herzog einsetzten. Als sich nach dessen Tod 1312 viele Prätendenten erhoben, traten die Grafen von Brienne das Herzogtum an die Könige von Sizilien ab, die es 1386 an den aus einer Florentiner Patrizierfamilie stammenden Nerio Acciaiuoli abtreten mussten, der auch Korinth beherrschte. Bei seinem Tod 1394 übergab Nerio I. das von den Osmanen hart bedrängte Athen den Venezianern, denen es aber sein illegitimer Sohn Antonio bereits 1402 wieder abnahm. Als dieser ohne männliche Nachkommen starb, bemächtigte sich sein Neffe Nerio II. (1435–1453) der Herrschaft über Athen, während Theben und die boiotischen Besitzungen des Hauses Acciaiuoli 1435 von den Osmanen besetzt wurden.

## Neuzeit

### Osmanische Herrschaft

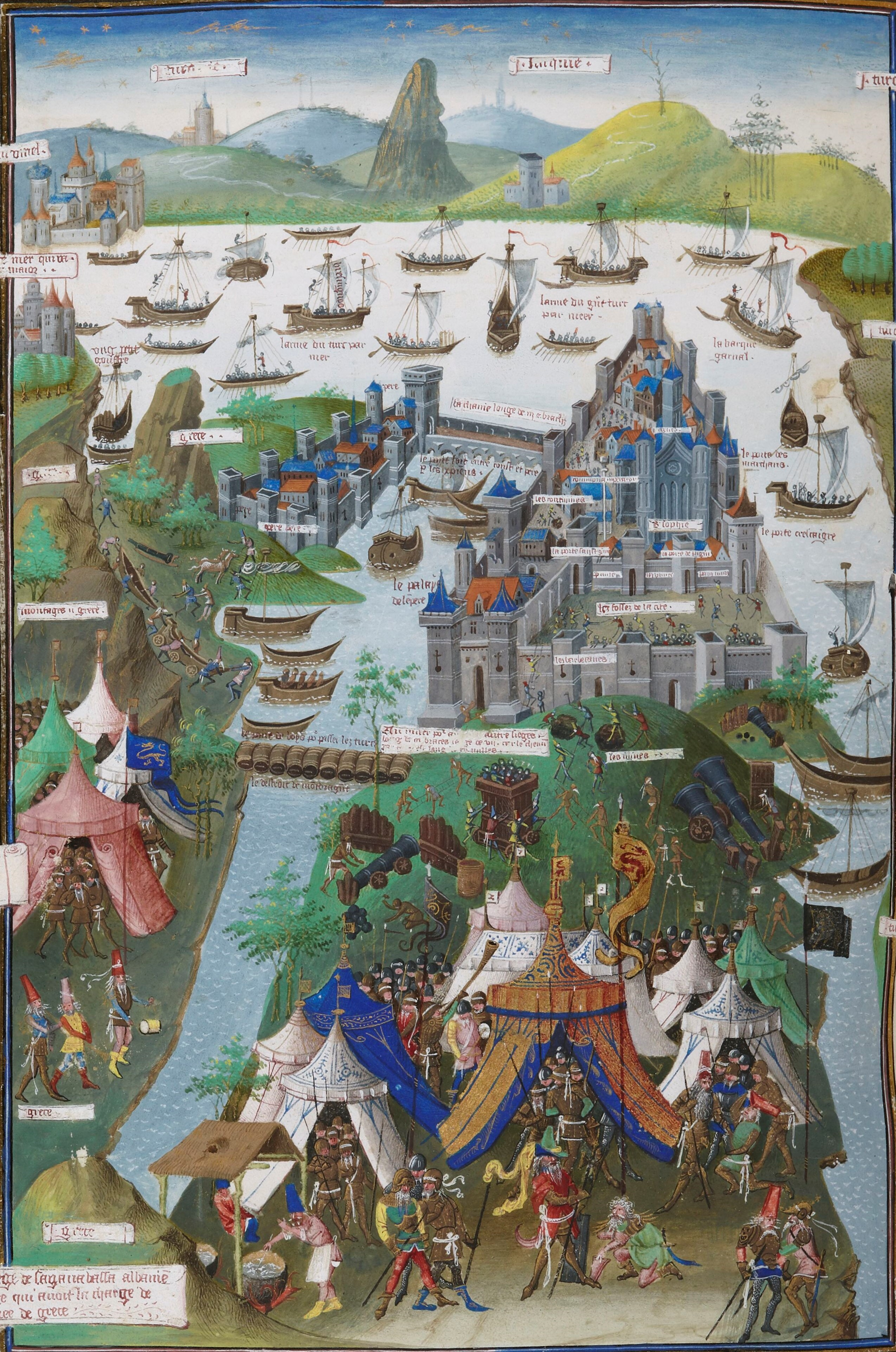
Die Belagerung Konstantinopels in den Jahren 1453 nach einer Illustration aus Bertrandon de la Broquières Voyage d’Outremer

Nach der Eroberung Konstantinopels 1453 durch die Osmanen gehörte der größte Teil des griechischen Sprachraums vierhundert Jahre lang zum Osmanischen Reich. Dabei ist zu beachten, dass sich im griechischen Kernland kaum Türken aufhielten, vielmehr wurde Griechenland überwiegend von Griechen beherrscht, die mit dem Sultan kooperierten.
Im Herzogtum Athen herrschte Nerios Neffe Franco noch als Vasall des Sultans, gab diesem aber durch die Ermordung der Witwe seines Vorgängers Chiara Giorgio einen Vorwand, gegen ihn vorzugehen. Ein türkisches Heer erschien unter Omer Pascha vor Athen und zwang den Herzog zur Kapitulation, worauf das Herzogtum 1456 mit dem Osmanischen Reich vereinigt wurde. 1467 nahmen zwar die Venezianer unter Victor Capello Athen durch einen Überraschungsangriff ein, verloren es aber nach kurzer Zeit wieder an die Osmanen. Im von den Osmanen beherrschten Mittelgriechenland expandierte Mitte des 16. Jahrhunderts die Wirtschaft und die Bevölkerung wuchs, wie osmanische Archivalia bezeugen, sodass, wenn schon nicht von einer „goldenen“, so doch wenigstens von einer „silbernen“ Epoche gesprochen werden kann.
Der Besitz von Morea (des Peloponnes) und einiger griechischer Inseln wechselte hingegen mehrfach zwischen der Republik Venedig und dem Osmanischen Reich. Die meisten Besitzungen im Archipel, namentlich 1470 das wichtige Negroponte (Euböa), gingen für die Venezianer verloren, die im Frieden von Konstantinopel von ihren griechischen Erwerbungen nur wenige Plätze auf Morea behielten. Doch trat ihnen der Sultan noch 1480 die dem Despoten von Arta abgenommenen Inseln Zante und Kefalonia gegen einen jährlichen Tribut ab. Ein zweiter Krieg (1499–1503) entriss den Venezianern auch Lepanto, Koroni, Navarino und Ägina, die sie 1503 im Frieden mit Bayezid II. gegen Handelsbegünstigungen abtraten. Die Insel Rhodos wurde 1522 nach einer Belagerung den Johannitern, der Rest von Morea 1540 und Zypern 1571 den Venezianern entrissen, denen ein 1573 abgeschlossener Friede nur noch einige Festungen an der albanischen Küste, Kreta und die Ionischen Inseln ließ.
Nach einem erneuten Krieg war von 1686 an erstmals die gesamte Morea eine venezianische Provinz (siehe auch Türkenkriege). Die Türken eroberten Morea aber bis 1715 wieder zurück und erhielten es 1718 im Frieden von Passarowitz auch förmlich abgetreten. Griechenland wurde in Paschaliks geteilt und dem Rumeli-Valessi (dem Großrichter von Rumelien) untergeordnet. Die 31 Inseln des Ägäischen Meers wurden dem Kapudan Pascha und anderen türkischen Beamten zur Verwaltung überlassen. Die auch als Phanarioten bezeichnete griechische Oberschicht galt im Osmanischen Reich bis zum griechischen Unabhängigkeitskrieg als besonders loyal und hatte wichtige Posten in Armee und Regierung inne.
Eine russische See-Expedition zur Eroberung Griechenlands unter Fjodor Grigorjewitsch Orlow landete am 28. Februar 1770 bei Mesolongi (damals Missolunghi) und auf den griechischen Inseln. Von den Osmanen angeworbene albanische Verbände eroberten jedoch Missolunghi zurück und schlugen die Russen in Morea. In Navarino musste sich Fjodor Orlow mit dem Überrest seiner Landungstruppen in größter Eile einschiffen. Trotz der Vernichtung der türkischen Flotte durch Alexei Grigorjewitsch Orlow bei Çeşme am 2. Juli 1770 musste Russland im Frieden von Küçük Kaynarca 1774 auf Griechenland verzichten. Die albanischen Verbände, die sich selbst als die Herren des eroberten Landes ansahen und es verwüsteten, wurden durch Hassan Pascha am 10. Juni 1779 bei Tripoli fast gänzlich aufgerieben.
Der Machtzerfall des Osmanischen Reiches, der Einfluss der Französischen Revolution und die Entstehung einer neuen Bildungsschicht von Kaufleuten und Fernhändlern führten gegen Ende des 18. Jahrhunderts zur Bildung einer Nationalbewegung in Griechenland, die auch Unterstützung in politischen Kreisen West- und Mitteleuropas fand, wo zu dieser Zeit die Begeisterung für das klassische Griechenland blühte. Dies beeinflusste auch griechische Intellektuelle, die sich nun immer weniger auf das christliche Byzanz und immer mehr auf die pagane Antike beriefen. Der Dichter Rigas Velestinlis aus Thessalien war (als Gründer einer politischen Hetärie) einer der Wegbereiter der griechischen Unabhängigkeit vom Osmanischen Reich. Er wurde am 24. Juni 1798 hingerichtet. Im Jahr 1814 entstand in Odessa eine neue politische Hetärie der Philiker (Φιλική Εταιρεία, Philiki Etaireia), deren Ziel die Unabhängigkeit Griechenlands war und die den Freiheitskampf vorbereitete.

### Entstehung der Nation

#### Griechische Unabhängigkeit

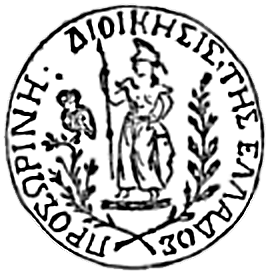
Das Siegel der provisorischen Regierung mit Athene und Eule

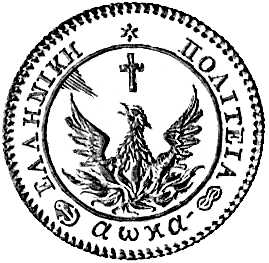
Phönix und Kreuz als Teil des nationalen Emblems um 1830

Am 25. März 1821 begann die Griechische Revolution gegen das Osmanische Reich. Die vom russischen General Fürst Alexander Ypsilantis geführte Erhebung in den Donaufürstentümern endete in einer militärischen Katastrophe. Dagegen waren die Aufständischen in Morea erfolgreich, auch zahlreiche griechische Inseln waren bald in ihrem Besitz. Am 7. April 1821 wurde Athen eingenommen.
Am 15. Dezember 1821 trat eine aus 67 Mitgliedern bestehende Nationalversammlung in Epidauros zusammen; sie verabschiedete im Januar 1822 eine provisorische Verfassung, proklamierte die Unabhängigkeit und setzte eine Regierung ein. Politische Kämpfe führten im März 1823 zum Zusammentreten einer neuen Nationalversammlung in Astros, die die Verfassung modifizierte.
Es folgten wechselhafte Kämpfe, in denen die Griechen von aus Westeuropa herbeigeeilten Philhellenen unterstützt wurden. Am 5. Februar 1825 griff Ibrahim Pascha mit der ägyptischen Flotte auf türkischer Seite in den Konflikt ein und errang auch an Land einige militärische Erfolge. England, Frankreich und Russland intervenierten, der am 6. Juli 1827 geschlossene Londoner Vertrag forderte vom Osmanischen Reich die Unabhängigkeit Griechenlands. Der Sieg der vereinigten Flotten Englands, Frankreichs und Russlands in der Schlacht von Navarino am 20. Oktober 1827 war das entscheidende Ereignis, mit dem Griechenland seine Unabhängigkeit vom Osmanischen Reich erlangte.
Eine dritte Nationalversammlung war 1826 wieder in Epidauros zusammengekommen, eine vierte aufgrund politischer Differenzen zunächst getrennt in Ägina und Kastri (heute Ermioni), bevor sie sich Anfang April 1827 in Trizina (damals noch Damalas) vereinigte. Die Nationalversammlung in Trizina verabschiedete auf der Grundlage der Verfassung von Epidauros eine endgültige Verfassung für Griechenland und wählte Ioannis Kapodistrias zum Regenten (griechisch κυβερνήτης) und damit zum ersten Staatsoberhaupt des befreiten Griechenland. Faktisch regierte Kapodistrias weitgehend an der Verfassung vorbei; seine diktatorische Regentschaft wurde von der im Juli 1829 zusammengetretenen Vierten Nationalversammlung in Argos durch Modifikation der Verfassung bestätigt.
Die Unabhängigkeit Griechenlands wurde vor allem durch Großbritannien garantiert. Den Interessen Großbritanniens stand die russlandfreundliche Politik Kapodistrias’ teilweise entgegen. Problematisch für die eher republikanisch gesinnten Griechen war, dass die Großmächte Griechenland nur als Monarchie anerkennen wollten. Die Auseinandersetzungen führten dazu, dass der zunächst als König von Griechenland auserkorene Prinz Leopold von Sachsen-Coburg und Gotha auf die Krone verzichtete.

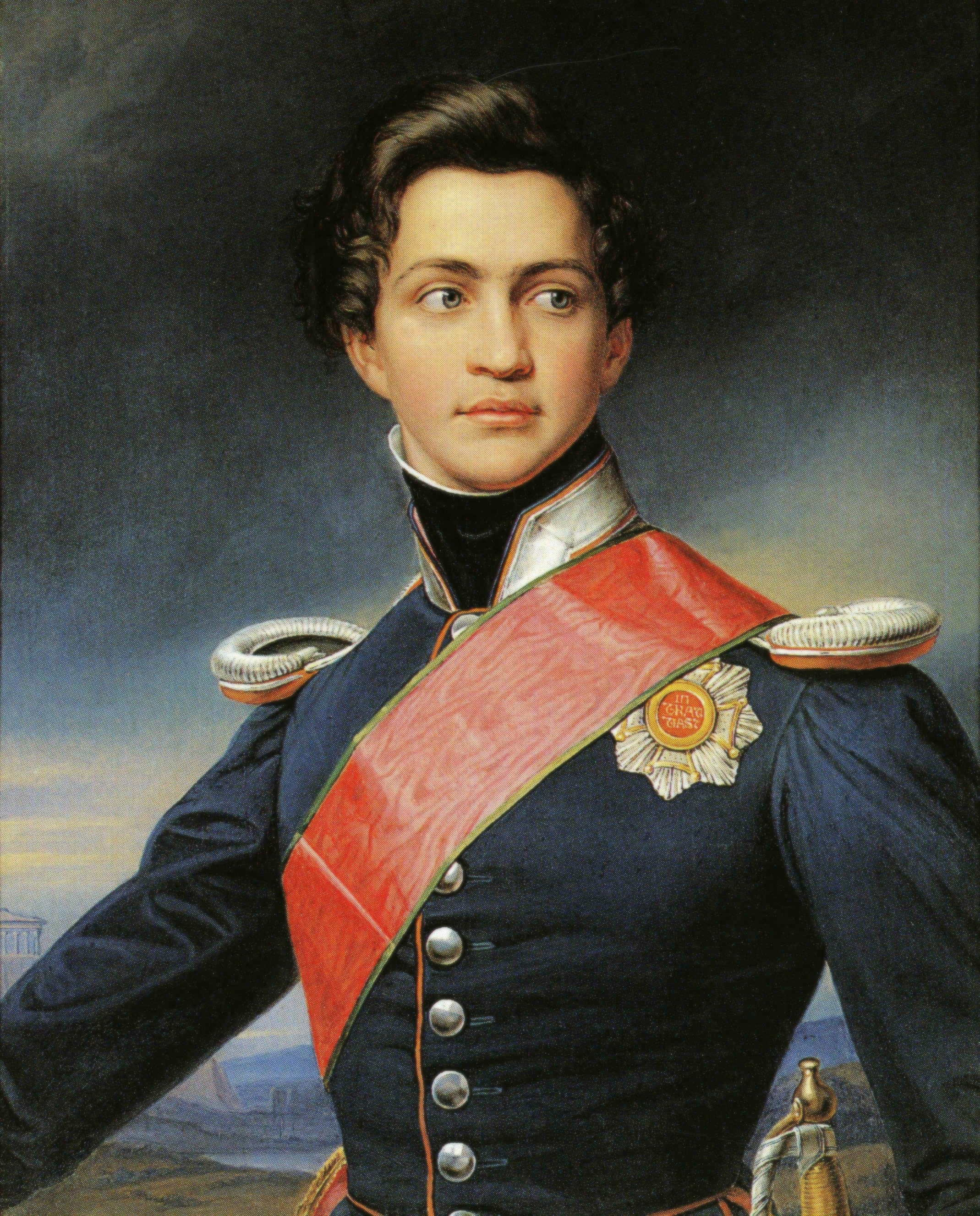
König Otto I. von Griechenland

Das Wappen Griechenlands unter König Otto I.

Am 9. Oktober 1831 wurde Kapodistrias von der Familie Mavromichalis ermordet. Die seit September 1831 in Argos tagende neue Nationalversammlung wählte am 17. März 1832 den Prinzen Otto von Bayern, den zweitgeborenen Sohn König Ludwigs I. von Bayern, als König Otto I. (griechisch Όθων) zum König von Griechenland von Gottes Gnaden. Griechenland war ab nun eine Monarchie und sollte es bis auf eine Phase als Zweite Republik zwischen den Weltkriegen bis zur absehbar endgültigen Abschaffung der Monarchie 1974 bleiben.
Der erst 17 Jahre alte König traf im Februar 1833 in Nafplio ein, der Hauptstadt des neuen Staates. 1834 wurde die Hauptstadt nach Athen verlegt. Für den minderjährigen König regierte bis zu dessen 20. Geburtstag ein Regentschaftsrat. Danach übernahm Otto selbst die Regierungsgeschäfte, die er nach Art eines absoluten Monarchen ausübte, bis ihm 1843 eine Rebellion von Militär und Volk eine Verfassung abnötigte. Otto trieb unter anderem die Erforschung der vorchristlichen griechischen Kultur voran, für die er sich begeisterte. 1862 wurde Otto durch einen unblutigen Aufstand gestürzt. Im darauffolgenden Jahr wurde Georg I. aus dem Hause Schleswig-Holstein-Sonderburg-Glücksburg zum König gewählt. Mit dem Antritt des neuen Königs trat Großbritannien die Ionischen Inseln an Griechenland ab. 1864 wurde, auf Drängen Großbritanniens, eine neue Verfassung verabschiedet, die das Parlament als Träger der Volkssouveränität stärkte.

#### „Megali Idea“ und Vergrößerung des Staatsgebiets

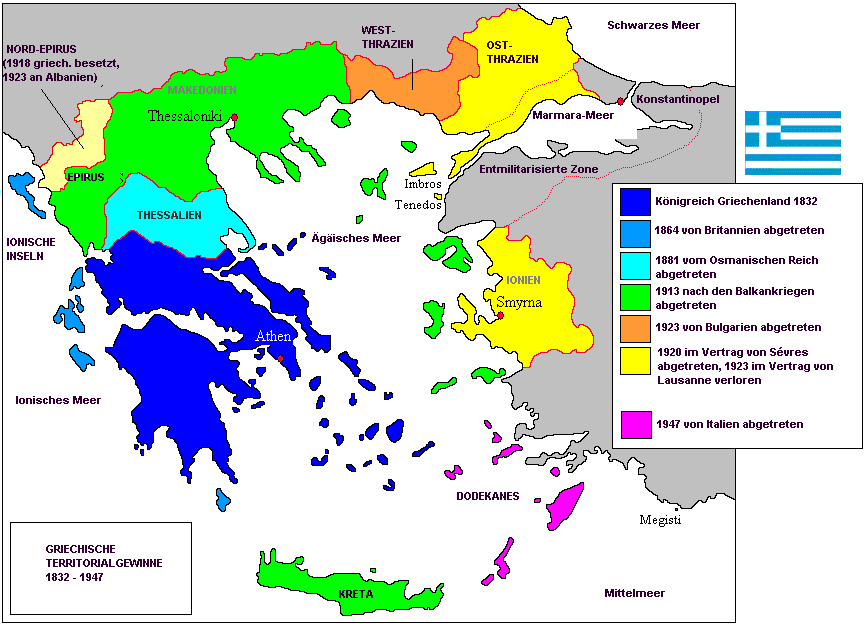
Territorialgewinne und -verluste 1823–1947

Der neugegründete Staat umfasste nur einen kleinen Teil des heutigen Staatsgebiets und nur ein Drittel der griechischen Bevölkerung des Osmanischen Reiches. Die Anhänger der „Megali Idea“ (griechisch Μεγάλη Ιδέα, „große Idee“) strebten die Vereinigung aller Teile der mehrheitlich griechisch bewohnten Gebiete an und sahen somit einen großen Teil der Balkanhalbinsel, Thessaloniki, Thrakien, Konstantinopel, Kreta, Rhodos, Zypern und die Ägäischen Inseln als zu befreiende Gebiete an. Die Großgriechische Idee war vom späten 19. bis in das frühe 20. Jahrhundert Grundlage der griechischen Außenpolitik. 1864 trat die Republik der Ionischen Inseln Griechenland bei. 1881 wurde Thessalien an Griechenland angeschlossen, später der südliche Teil Makedoniens und Kreta. Die ehemals osmanischen Gebiete erwiesen sich als sehr rückständig, sodass nach den Rüstungsausgaben des Kriegs hohe Investitionen in die Infrastruktur getätigt werden mussten. Etwa nachdem man Thessalien 1881 angegliedert hatte, wurden bis 1884 die 142 km Thessalische Eisenbahnen gebaut. Der griechische Staat konnte nach einem Preisverfall seiner Exportprodukte aufgrund einer protektionistischen Politik der Importländer nicht mehr seine Kredite bedienen, sodass es 1893 zum Staatsbankrott kam. Der Aufstand der Kreter gegen die osmanischen Besatzer 1896 zwang Griechenland erneut in den Krieg, nach einer Niederlage im Türkisch-Griechischen Krieg 1896/1897 musste die Insel freigekauft werden.

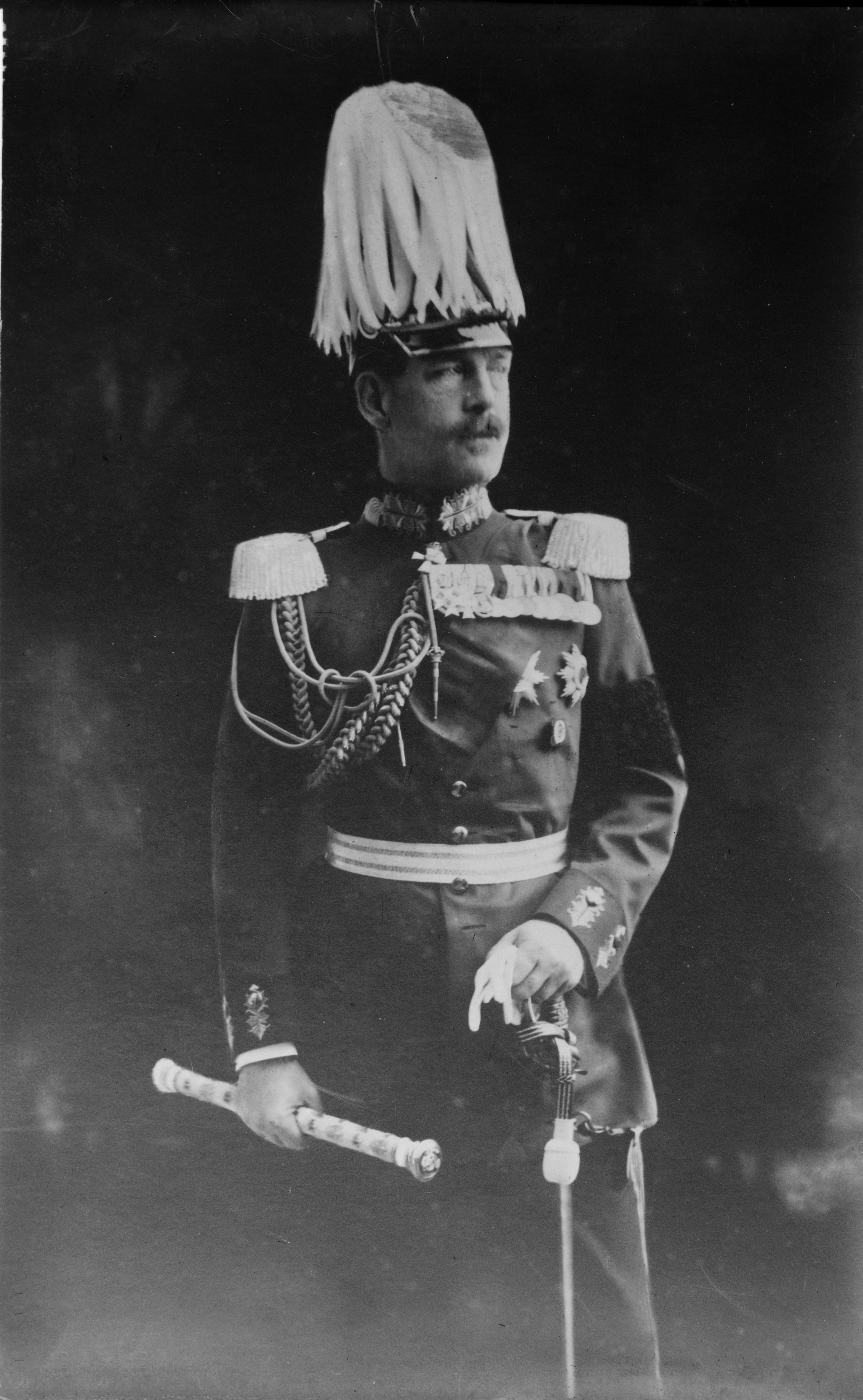
Konstantin I., König der Hellenen, in der Uniform eines deutschen Feldmarschalls, eines ihm von Kaiser Wilhelm II. 1913 verliehenen Rangs

Wichtigster Unterstützer der „Großen Idee“ war Premierminister Eleftherios Venizelos, der in den Balkankriegen von 1912 bis 1913 das griechische Territorium tatsächlich auszudehnen vermochte. Ziel war es, weiterhin alle Gebiete mit mehrheitlich griechischer Bevölkerung Griechenland anzugliedern. Nachdem sich Premierminister Eleftherios Venizelos gegen den deutschfreundlichen Konstantin I. durchgesetzt und diesen ins Exil gezwungen hatte, trat Griechenland am 29. Juni 1917 in den Krieg gegen die Mittelmächte und deren Verbündete Bulgarien und das Osmanische Reich ein. Nach dem Sieg der Entente im Ersten Weltkrieg und dem Vertrag von Sèvres schien die Verwirklichung der „Großen Idee“ ein großes Stück näher gerückt zu sein: Der nördliche Teil von Epirus, die Inseln Imbros und Tenedos sowie Westthrakien (einschließlich Adrianopel, heute Edirne) und die damals mehrheitlich griechischsprachigen Regionen des westlichen Kleinasien – aber nicht Konstantinopel – wurden Griechenland zugesprochen.

### Venizelos und das nationale Schisma
Parallel dazu verschärften sich die bereits seit 1915 währenden Auseinandersetzungen zwischen Eleftherios Venizelos (Premierminister vom 23. August 1915 bis zum 7. Oktober 1915) und dem Königshaus und führten zu einer tiefgreifenden Spaltung des Landes in Venizelisten und Anti-Venizelisten, in Anhänger der Republik und Monarchisten, mit äußerst wechselhaftem Verlauf.
Venizelos hatte zeitweise eine eigene Gegenregierung gegen die königliche Regierung mit eigenen Streitkräften gebildet, die den Norden des Landes, Kreta und die ostägäischen Inseln kontrollierte. 1917 hatte er daran mitgewirkt, König Konstantin I. ins Ausland zu vertreiben und den Thron dessen Sohn Alexander zu überlassen. Nach dessen Tod und der überraschenden Abwahl von Venizelos (der daraufhin ins Exil ging) kehrte Konstantin 1920 zurück, musste jedoch 1922 nach der „kleinasiatischen Katastrophe“ (siehe unten) nach einem Putsch venizelistischer Offiziere unter Nikolaos Plastiras zu Gunsten seines Sohnes Georg II. abdanken. Der wiederum musste schon Ende 1923 das Land verlassen und 1924 abdanken.

#### Kleinasiatische Katastrophe
1919 versuchte man mit Billigung der Siegermächte (Völkerbundsmandat) die türkische Niederlage zu nutzen, um auch Ostthrakien und das damals von Griechen bewohnte Gebiet von Smyrna (heute Izmir) unter griechische Kontrolle zu bringen. Es wurde eine griechische Armee nach Kleinasien entsandt, um das Gebiet von Smyrna zu befrieden. Diese drang ins Landesinnere vor und wurde kurz vor Ankara vernichtend geschlagen. 1922 endete der Griechisch-Türkische Krieg infolge der griechischen Niederlage in der „kleinasiatischen Katastrophe“. Im Vertrag von Lausanne 1923 wurde ein radikaler Bevölkerungsaustausch vereinbart. Ferner wurde festgelegt, dass – abweichend vom Vertrag von Sèvres – Imbros und Tenedos zukünftig ebenso der Türkei angehören sollten, wie die Gegend um Izmir (griechisch Smyrna) in Kleinasien sowie Ostthrakien; Nordepirus fiel zurück an Albanien.
Im Zuge der einvernehmlichen gewaltsamen Vertreibung der jeweiligen nationalen Minderheiten in Griechenland und in der Türkei verschwand 1923 das seit fast drei Jahrtausenden dort ansässige Griechentum fast vollständig aus Kleinasien. 1,1 Millionen als Griechen geltende Christen, die teilweise der griechischen Sprache nicht mächtig waren, darunter auch viele Armenier, zogen nach Griechenland, im Gegenzug schickte man 380.000 Muslime in die Türkei. Der massenhafte Zustrom der Flüchtlinge änderte die ethnische und soziale Zusammensetzung Griechenlands. Ein Teil der Flüchtlinge konnte in den hinzuerworbenen Gebieten angesiedelt werden. In klösterlichem Besitz befindliche Ländereien wurden aufgelöst, um mit kleineren Landgütern eine Lebensgrundlage für viele zu schaffen. Viele Flüchtlinge lebten jedoch elend in Quartieren am Rande der großen Städte und überschwemmten den Arbeitsmarkt. Wenngleich für den sozialen Wohnungsbau die Mittel fehlten, so wurde doch von der Regierung Venizelos 1928 ein sehr ehrgeiziges Krankenhaus- und Schulbauprogramm begonnen, mit dem tausende neuer Gebäude im Stil der klassischen Moderne errichtet wurden, darunter das Sanatorium Sotiria des Bauhaus-Absolventen Ioannis Despotopoulos. Geleitet wurde das Programm von dem Architekten Patroklos Karantinos.

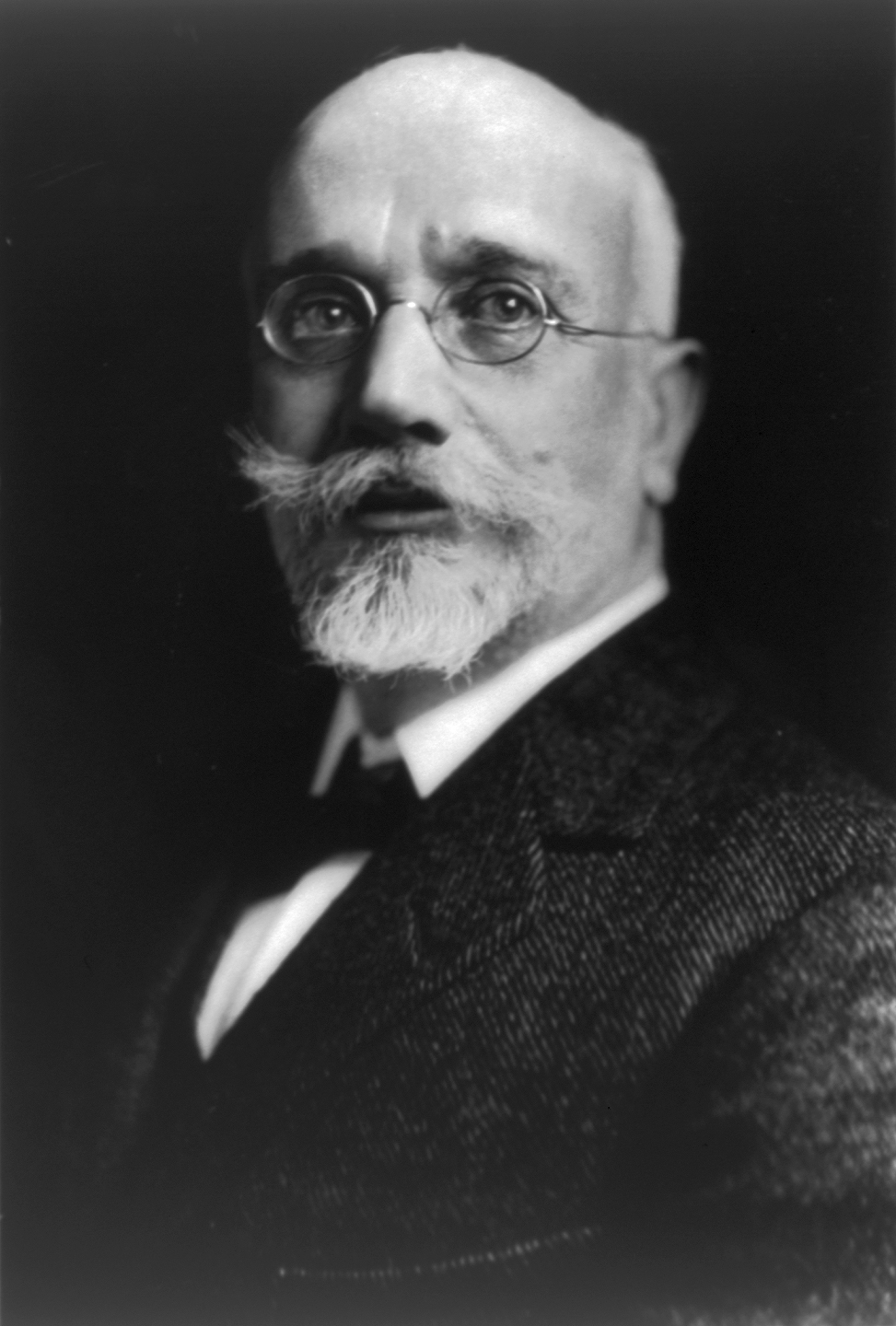
Der Liberale Eleftherios Venizelos wurde zwischen 1910 und 1933 sieben Mal zum Premierminister gewählt.

Die Niederlage Griechenlands und der Bevölkerungsaustausch, nach dem fast alle griechischen Bevölkerungsgruppen innerhalb der Grenzen des griechischen Staates lebten, zerschlugen endgültig die „Große Idee“. Erst nach dem Zweiten Weltkrieg erhielt Griechenland 1947 noch die von Griechen bewohnte Inselgruppe der Dodekanes von Italien, im Rahmen von Reparationszahlungen für den Überfall des Diktators Benito Mussolini auf Griechenland.

### Zweite Griechische Republik
Am 12. März 1924 wurde Alexandros Papanastasiou zum ersten Ministerpräsidenten der Zweiten Griechischen Republik gewählt. Daraufhin ging König Georg II. am 25. März ins Exil. In einer Volksabstimmung am 13. April 1924 stimmten dann die Wähler für die Abschaffung der Monarchie. Während der nur 4-monatigen Amtszeit von Papanastasiou wurden mehrere maßgebliche Bildungsreformen in die Wege geleitet. Sein ebenfalls kurzzeitiger Nachfolger im Amt, der Vorsitzende der Liberalen Partei Komma Fileleftheron (KF), wurde Themistoklis Sofoulis, ehemaliger Präsident der Interimsregierung von Samos.
Aus der 1924 neu gegründeten Partei der konservativen Liberalen Syntiritiko Demokratikon Komma war vom 7. Oktober 1924 bis 26. Juni 1925 Andreas Michalakopoulos, der über zwanzig Jahre lang zu den engen Verbündeten von Eleftherios Venizelos zählte, als Ministerpräsident und Außenminister tätig. In diesen Ämtern folgte ihm General Theodoros Pangalos. Er war 1922 einer der Hauptakteure der Militärrevolte, bei der König Konstantin I. gestürzt wurde, und unterstützte bis 1924 die Republik. Im Juni 1925 ergriff Pangalos die Macht und setzte im Januar 1926 die Verfassung außer Kraft. Auch der Staatspräsident der Republik Pavlos Koundouriotis wurde im April 1926 von Pangalos zum Rücktritt gezwungen, bevor dieser sich selbst in einer Scheinwahl zum Präsidenten wählen ließ. Nach einer Übergangsregierung von Athanasios Eftaxias vom 19. Juli bis 23. August 1926 enthob General Georgios Kondylis Pangalos im August 1926 in einem unblutigen Putsch seines Amtes, gründete die Partei „Nationale Republikaner“ und bekleidete das Amt des Ministerpräsidenten bis zum 4. Dezember 1926. 1928 wechselte Kondylis, der stets auf der Seite der „Venizelisten“ stand, und lief nun über in das Lager der Royalisten.
Als moderat Konservativer übernahm Alexandros Zaimis das Amt des Premierministers von 1926 bis 1928 in einer Koalitionsregierung der „Venizelisten“ (KF). Er amtierte dann als Staatspräsident von 1929 bis zur Wiedererrichtung der Monarchie 1935. Eleftherios Venizelos, Vorsitzender der Komma Fileleftheron (KF), kehrte nach seiner Zeit im Exil zu seiner letzten Amtszeit von 1928 bis 1933 wieder in die Politik zurück, hatte einen großen Anteil an der Integration der Flüchtlinge aus der Türkei und bemühte sich außenpolitisch um gute Beziehungen zu allen Nachbarn. 1933 trat er wegen der schlechten Wirtschaftslage und der starken royalistischen Strömungen zurück. Mehrere Attentatsversuche auf Venizelos scheiterten. 1935 ging er erneut ins Exil nach Frankreich, wo er ein Jahr später starb.
Panagis Tsaldaris, Gegner von Venizelos, trat bei der Volksabstimmung von 1924 als Unterstützer der Rückkehr zur Monarchie unter König Georg II. ein. Während der folgenden Diktatur unter General Theodoros Pangalos gehörte er mit anderen Politikern zu Gegnern von dessen Militärregime. Zwischen 1928 und 1933 übte er als Vorsitzender der Laikon Komma (LK), der zweitgrößten Fraktion in der Nationalversammlung, eine radikale Opposition gegenüber der Regierung von Venizelos und dessen Liberaler Partei Fileleftheron Komma aus. Als seine LK bei der Parlamentswahl vom September 1932 95 Mandate erzielte und damit nur knapp hinter dem Ergebnis der Venizelisten mit 98 Mandaten zurückblieb, lehnte er dessen Angebot zur Bildung einer Regierung der nationalen Einheit ab. Nach dem Scheitern von Venizelos als Ministerpräsident bildete er als dessen Nachfolger am 3. November 1932 erstmals eine Koalitionsregierung mit den Parteien von Georgios Kondylis und Ioannis Metaxas. Allerdings musste er von seinem Amt bereits am 16. Januar 1933 wieder zugunsten von Venizelos zurücktreten.
Nach der Parlamentswahl vom März 1933 lag die Volkspartei erstmals weit vor der Liberalen Partei, sodass Tsaldaris am 10. März 1933 nach einem nur vier Tage amtierenden Übergangskabinett von Generalleutnant Alexandros Othoneos als Nachfolger von Venizelos erneut Ministerpräsident wurde. Hierbei bildete er erneut eine Koalitionsregierung mit den Parteien von Kondylis und Metaxas und konnte dabei auf 135 der 248 Parlamentssitze zurückgreifen. Ein gescheitertes Attentat auf Venizelos führte zu einer Regierungskrise sowie zu parteiinternen Streitigkeiten, nachdem sich drei prominente Mitglieder der Volkspartei für die Monarchie und eine Rückkehr des im Exil befindlichen Königs Georg II. ausgesprochen hatten. Obwohl Tsaldaris diese Stellungnahmen verurteilte, kam es zu Protesten der Liberalen Partei sowie einer neuen militärischen Bewegung. Nach einer erfolgreichen Zurückdrängung dieser militärischen Bewegung löste Tsaldaris das Parlament auf und rief vorgezogene Wahlen für eine verfassungsgebende Versammlung aus. Die Parlamentswahlen vom 9. Juni 1935 wurden allerdings von den Oppositionsparteien und insbesondere der Liberalen Partei wegen des von der Volkspartei verabschiedeten Wahlrechts sowie wegen der Todesurteile gegen die zwei prominenten liberalen Generale Anastasios Papoulas und Miltiadis Koimisis boykottiert.

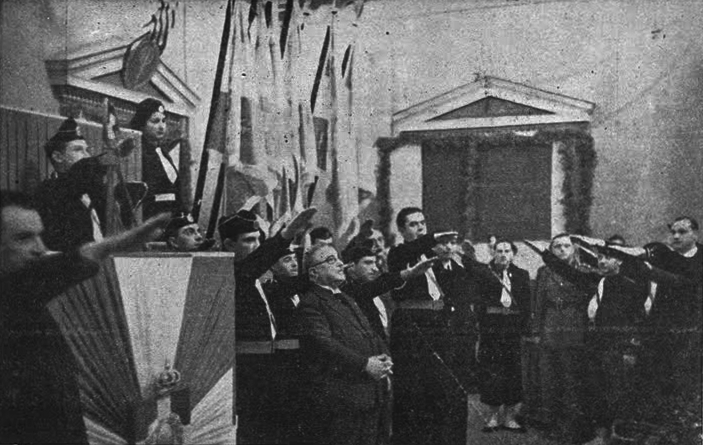
Mitglieder der Nationalen Jugendorganisation (EON) begrüßen Ioannis Metaxas mit dem „römischen Gruß“.

Bei der Wahl erzielte die Volkspartei daher 254 der 300 Parlamentssitze, sodass Tsaldaris eine neue Regierung bilden konnte. In der Folgezeit mehrten sich in seiner Partei jedoch die Rufe nach einer Rückkehr von König Georg II. Bereits während des Wahlkampfes setzte sich die Allianz der Union der Königstreuen um Metaxas, Ioannis Rallis und Georgios Stratos, für eine Rückkehr des Königs ein. Tsaldaris wollte die Rückkehr jedoch von einer Volksabstimmung abhängig machen. Während seiner Amtszeit war er zeitweise auch Außenminister und schloss in dieser Funktion Abkommen mit anderen Balkanstaaten sowie der Türkei zur Entspannung der Situation auf dem Balkan und zur Anerkennung der Grenzen. Am 10. Oktober 1935 trat er nach Druck der Armeeführung um den Chef des Generalstabes General Alexandros Papagos zugunsten von Kondylis zurück. Anschließend spaltete sich die Nationale Volkspartei (ELK) um Ioannis Theotokis von der Volkspartei ab.
Die Royalisten bekamen wieder die Oberhand und riefen König Georg II. zurück; dieser kehrte am 3. November 1935 auf den Thron zurück. Nach den instabilen parlamentarischen Mehrheiten ernannte der König im April 1936 Ioannis Metaxas zum Präsidenten des Ministerrates. Nach der blutigen Niederschlagung von Arbeiterunruhen suspendierte Metaxas Parlament und Verfassung und installierte ein autoritäres Regime, das bis April 1941 andauerte.

### Zweiter Weltkrieg und Bürgerkrieg (1941–1949)
Im Zweiten Weltkrieg spielte Griechenland für das Deutsche Reich ursprünglich keine Rolle als Okkupationsziel, das Land war nur als Rohstofflieferant und eventuell zur Sicherung der Südflanke interessant. Griechenland wurde von Deutschland unter der Maßgabe strikter Neutralität deshalb Freiraum gewährt. Das faschistische Italien unter Benito Mussolini hatte im April 1939 Albanien annektiert und sah in Griechenland ein lohnendes Okkupationsziel. Wenngleich Griechenland die Alliierten nicht militärisch unterstützte, so reichten dessen wirtschaftliche Beziehungen aus, um das Land aus deutscher Sicht dem gegnerischen Lager zuzuordnen. Chromlieferungen an Deutschland wurden eingestellt, Deutschland brauchte Chrom für Rüstungsgüter (siehe Chrom-Vanadium-Stahl). Griechische Reeder verpachteten ihre Schiffe an Großbritannien oder übernahmen Transportaufträge. Griechenland nahm eine Garantie Großbritanniens an; der Pakt mit Italien von 1929 wurde nicht erneuert.
Das Deutsche Reich gestand dem Land keine Handelsbeziehungen mit den Alliierten zu, spätestens ab August 1940 rechnete der deutsche Außenminister Ribbentrop es dem gegnerischen Lager zu. Regierungschef und Diktator Ioannis Metaxas lehnte am 28. Oktober 1940 ein italienisches Ultimatum zur Kapitulation ab, konnte die angreifenden italienischen Truppen schlagen und weit bis hinter die albanische Grenze zurückdrängen. Der Angriff der deutschen Wehrmacht, die am 6. April 1941 den Balkanfeldzug gegen Griechenland und Jugoslawien begann, brach den griechischen Widerstand schnell. Am 18. April 1941 erschoss sich der griechische Ministerpräsident Alexandros Koryzis.

#### Besatzungszonen der Achsenmächte

Besatzungszonen in Griechenland, Mai 1941
Deutsches Reich
Italien
Bulgarien

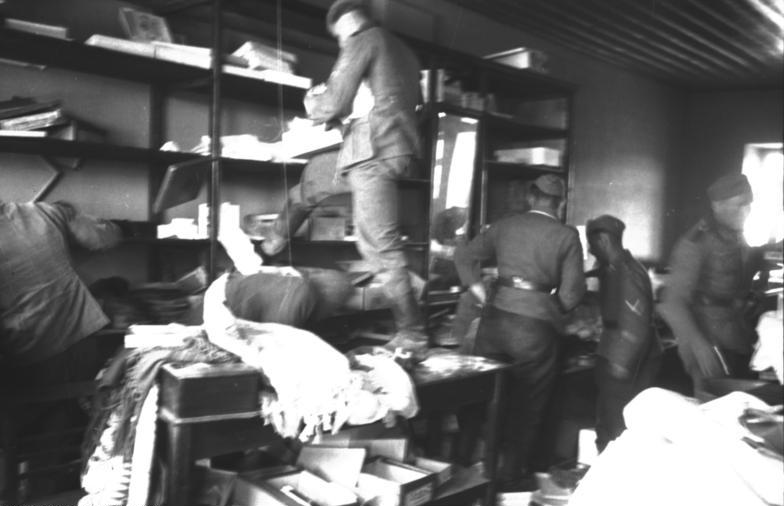
Deutsche Soldaten in einem Geschäft

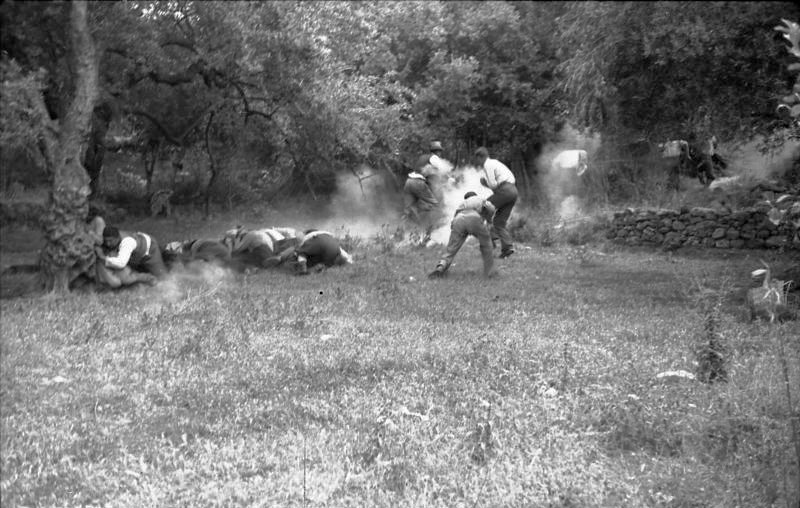
Ermordung von griechischen Zivilisten (Männer) durch deutsche Fallschirmjäger, Kreta, sogenanntes Massaker von Kondomari, 2. Juni 1941, Bild Propagandakompanie

Griechenland wurde 1941 in Besatzungszonen aufgeteilt. Italien besetzte Athen und den größten Teil Griechenlands, außerdem die Ionischen Inseln und die Kykladen. Es erhielt auch die sogenannte Vorherrschaft auf dem Festland. Bulgarien annektierte Ostmakedonien westlich des Strymon und Westthrakien. Das Deutsche Reich, das keine langfristigen Pläne mit Griechenland hatte, besetzte wenige, aber strategisch wichtige Gebiete: Thessaloniki (mit seinem bedeutenden Hafen) und sein makedonisches Hinterland bis zur jugoslawischen Grenze, den thrakischen Grenzstreifen zur Türkei, Piräus sowie die Inseln Lemnos, Lesbos und Chios vor der türkischen Mittelmeerküste. Der Westteil Kretas erhielt eine deutsche Besatzung, der Ostteil eine italienische.

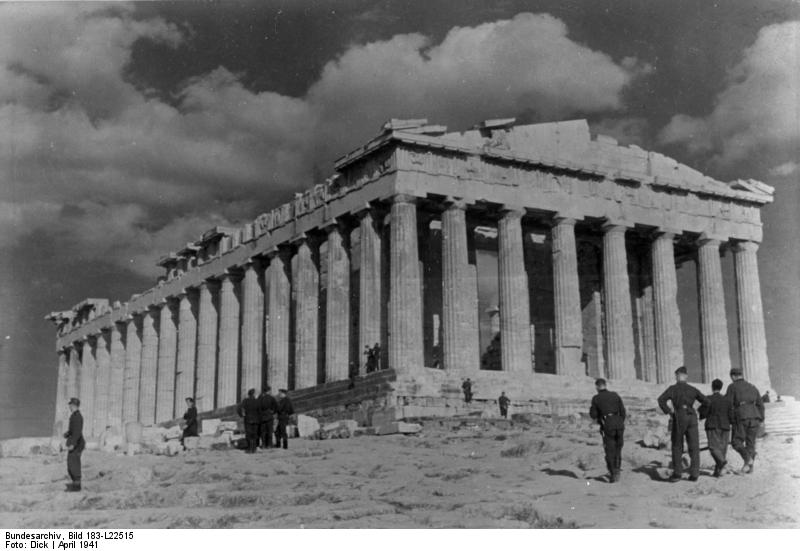
Deutsche Soldaten am Parthenon

Nach der Kapitulation am 23. April 1941 wurden zunächst provisorische deutsche Besatzungsbehörden eingerichtet, welche für die Übernahme aller entscheidenden Positionen in der griechischen Wirtschaft durch deutsche Vertreter sorgten, bevor große Teile Griechenlands von Italien und Bulgarien besetzt wurden. Die deutschen Besatzungstruppen beschlagnahmten Sachwerte (erzeugte Güter wie Seide oder Tabak, Maschinen und Fahrzeuge) auch in diesen Gebieten und transportierten die nach Deutschland. Der Abtransport erfolgte beispielsweise in vor Ort erbeuteten 111 Eisenbahnwaggons und zwei erbeuteten Schiffen durch die Spedition Schenker, eine Tochter der Deutschen Reichsbahn, von Saloniki aus. Schenker erhielt das Transportmonopol für Griechenland. Deutschland hatte sich vertraglich das Recht zur unbeschränkten Ausbeutung der Bodenschätze und zur Abschöpfung landwirtschaftlicher Produkte von Bulgarien gesichert, ebenso die wirtschaftliche Ausbeutung der italienischen Zone. Die geplünderten Sachwerte und wirtschaftlichen Folgen waren für kein besetztes Land so hoch wie für Griechenland. Kulturgüter wurden kaum abtransportiert. Ursache war, dass es der „Kunstschutzabteilung“ unter anderem mit Wilhelm Kraiker gelang, die Kunstraubabteilung des Einsatzstabs Reichsleiter Rosenberg zu vertreiben.
Eine eigene deutsche Militärverwaltung wurde nicht aufgebaut; die einheimischen Verwaltungen blieben im Amt. Alle nichtmilitärischen Fragen wurden vom „Bevollmächtigten des Reiches für Griechenland“ Günther Altenburg verhandelt, der in Athen amtierte. Es gab einen „Befehlshaber Saloniki-Ägäis“ und einen „Befehlshaber Süd-Griechenland“; beide unterstanden dem „Oberbefehlshaber Südost“.
Anfangs gab es unorganisierte Plünderungen, die als Kriegsbeute gerechtfertigt wurden; weitere Mittel waren die extreme Steigerung des Banknotenumlaufs und die Bezahlung von Soldaten mit diesem Geld. Der Abzug von Wirtschaftsgütern ohne Gegenleistung sowie die deutsche Zwangsanleihe in Griechenland wurden mehr und mehr systematisiert und gerechtfertigt. Durch die erzwungene Ausfuhr fast der gesamten griechischen Produktion wurde noch eine positive Handelsbilanz zum Deutschen Reich in Höhe von 71 Mio. Reichsmark festgestellt, die dann mit extremen Besatzungskosten (auf Wunsch von Hitler in Aufbaukosten umbenannt) verrechnet wurden. Griechenland musste von allen besetzten Ländern die höchsten Besatzungskosten zahlen. Um diese Zahlung sicherzustellen, wurde die Deutsch-Griechische Warenausgleichsgesellschaft mbH (DEGRIGES) gegründet, die von den exportierten Gütern des Landes zuerst die Besatzungskosten abzog. Die DEGRIGES stellte sowohl die Verbilligung griechischer Waren für Importeure als auch die Abschöpfung eines Großteils der verbliebenen Wertes sicher.
Die Beschlagnahmung und der Abtransport umfassten nicht nur erzeugte Waren, sondern auch die Demontage sämtlicher Fertigungsanlagen. Einem Bericht des Magazins Life zufolge wurden landesweit alle Maschinen und Anlagen in damals bedeutenden Bereichen wie dem Textilsektor und der chemischen Industrie demontiert und nach Deutschland geschafft. Als es nichts mehr zu konfiszieren gab, konzentrierte sich die Ausbeutung auf Lebensmittel und Rohstoffe. Vertreter deutscher Firmen konnten sich vor Ort aussuchen, welche Güter sie haben wollten. Besonders die fehlenden Nahrungsmittel führten zu einer Hungerkatastrophe und einer Säuglingssterblichkeit von 80 %. In den Wintern 1941/42 und 1942/43 starben während der Großen Hungersnot 300.000 Menschen vornehmlich in den Ballungsgebieten den Hungertod. Von 300 im Oktober 1944 in Athen untersuchten Kindern waren 290 an Tuberkulose erkrankt.
Im Zeitraum 1942 bis 1943 versuchte man Fremdarbeiter in Griechenland anzuwerben. In Anbetracht des Verhaltens der Besatzungsbehörden fürchteten potentielle Bewerber eine schlechte Behandlung. Statt der erwarteten 30.000 bewarben sich nur 12.000. Daher wurde von deutscher Seite ab 1943 die Zwangsarbeit eingeführt. In Griechenland wurden über 100.000 Menschen vor Ort zur Arbeit für die Wehrmacht und die Besatzungsbehörde verpflichtet.
Der Rückzug der Heeresgruppe E der Wehrmacht ging einher mit einer Zerstörung der Infrastruktur. Beispielsweise wurden 1944 alle Brücken über den Kanal von Korinth gesprengt und zwecks Erschwerung eines späteren Wiederaufbaus zusätzlich Lokomotiven und Eisenbahnwaggons der OSE in den Kanal geworfen und Minen platziert.

#### Widerstand und Deportation

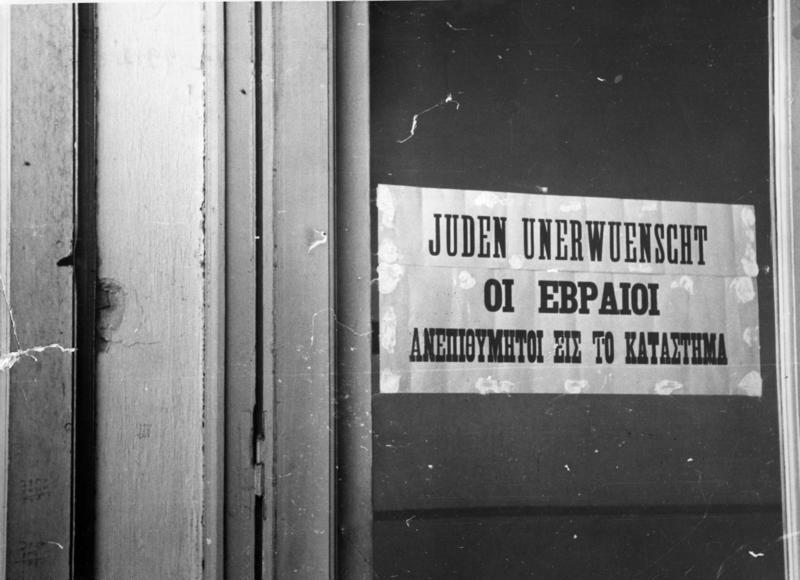
„Juden unerwuenscht“ in Saloniki

Gegen die ab Mitte 1943 erstarkende Partisanenbewegung stellte das LXVIII. Armeekorps der Wehrmacht Sicherheitsbataillone aus der griechischen Bevölkerung auf. Die Besatzungsmacht versuchte, sich mit brutalen Vergeltungsmaßnahmen, mit Plünderungen, Geiselerschießungen und dem Einäschern ganzer Ortschaften durchzusetzen. Zehntausende unschuldige Opfer wurden brutal ermordet. Im Zeitraum vom Juni 1943 bis Juni 1944 töteten die Besatzungstruppen nach eigenen Berichten 20.650 mutmaßliche Partisanen, nahmen weitere 25.728 gefangen und erschossen 4785 Geiseln. Insgesamt wurden nach Schätzungen etwa 70.000 bis 80.000 Griechen im Partisanenkrieg oder bei Vergeltungsaktionen von deutschen, italienischen und bulgarischen Truppen getötet.
Die traditionsreiche sephardische Judengemeinde Salonikis, etwa 60.000, wurde von den Besatzungstruppen ins KZ Auschwitz deportiert. Ein Teil rettete sich in den Untergrund oder kämpfte auf Seiten der Partisanen. Die Besatzungszeit endete im Oktober 1944 mit dem Abzug der deutschen Truppen aus Griechenland. Teile Kretas und einzelne Inseln der Ägäis blieben noch bis Mai 1945 unter deutscher Besatzung. Nach dem Ende des Krieges wurden Griechenland die Dodekanes-Inseln zugesprochen, die bis dahin italienisches Territorium waren.

#### Folgen und Bewältigung
Neben den höchsten Besatzungskosten pro Kopf erlitt das Land auch „immense Okkupationsverluste an Gut und Leben, höher als in allen anderen nicht-slawischen Territorien“. Forderungen nach Reparationszahlungen durch Deutschland, ob von griechisch-jüdischen Verbänden oder von griechischen Regierungen gestellt, sollten gemäß dem Londoner Schuldenabkommen vom 27. Februar 1953 erst nach einem Friedensschluss geprüft werden. Im April 1956 übergab eine Delegation des griechischen Büros für Kriegsverbrechen dem Auswärtigen Amt und dem Bundesjustizministerium 167 Akten über 641 Kriegsverbrecher. Dort stellte man jedoch klar, dass man kein Interesse an einer Aufklärung oder Strafverfolgung habe, sondern lediglich das Material in deutscher Justizhoheit ablagern wolle. Mitunter wurden griechische Opferangaben besonders in Bezug auf den Holocaust angezweifelt, da „beispielsweise in Deutschland nur 0,01 % der Bevölkerung (also 8000 Personen) verfolgt worden seien“. Blessin, ein Vertreter des Bundesministeriums für Finanzen, zweifelte gar die Existenz „echter“ Konzentrationslager in Griechenland an. Die DDR bot eine Entschädigung gegen eine Anerkennung als Staat an, was jedoch aufgrund des politischen Hintergrunds ignoriert wurde. Dem griechischen Vizepremier Panagiotis Kanellopoulos wurde „vertraulich“ bedeutet, die Bemühungen Griechenlands auf Assoziierung mit der EWG „nicht durch übermäßige Wiedergutmachungsansprüche zu erschweren“. Westdeutschland schloss zwischen 1959 und 1964 mit westlichen Ländern, darunter Griechenland, so genannte „Globalverträge“, die nicht Reparationsleistungen für Kriegsschäden betrafen, sondern die Wiedergutmachung spezifisch nationalsozialistischer Verfolgung. Auf dieser Basis wurden 115 Millionen D-Mark an Griechenland gezahlt, die Griechenland „zugunsten der aus Gründen der Rasse, des Glaubens oder der Weltanschauung von nationalsozialistischen Verfolgungsmaßnahmen betroffenen“ Griechen verteilen sollte. 1958 erklärte die damalige Bundesregierung, dass die deutsche Leistungen „lediglich einen – auf freiwilliger Basis beruhenden – Beitrag der Heimatstaaten zukommenden Entschädigungsverpflichtungen darstellen“.

#### Bürgerkrieg
Mit der Bildung der griechischen Sicherheitsbataillone entstand ein latenter Bürgerkrieg, der im Herbst 1943 an Stärke zunahm und nach der Befreiung Griechenlands im Oktober 1944 durch die überwiegend kommunistische Widerstandsorganisation EAM bzw. deren militärischen Arm ELAS erstmals mit der Schlacht um Athen im Dezember 1944 ausbrach. Obwohl die EAM und deren militärischer Arm ELAS in Anbetracht der geringen britischen Truppenstärke von Oktober bis Dezember 1944 die Macht hätten übernehmen können, erfolgte ein solches militärisches Unterfangen von der ELAS nicht. Während der Dekemvriana kämpften die vormals mit den deutschen Besatzungstruppen kollaborierenden Sicherheitsbataillone als Verbündete der britischen Streitkräfte, die auf Geheiß des britischen Premierministers Churchill zur Verhinderung einer kommunistischen Machtübernahme militärisch eingriffen.
Die Kämpfe, auch als „zweite Runde des Bürgerkrieges“ bezeichnet, endeten mit dem Abkommen von Varkiza im Februar 1945. Ab Februar 1945 bis März 1946 gewannen konservativ-monarchistische, aber auch rechtsnationalistisch-antikommunistische Kreise zusehends an Einfluss in Regierung, Verwaltung und Sicherheitsorganen. In einigen Teilen Griechenlands entwickelte sich unter Duldung der republikanisch-gemäßigten Kräfte ein sogenannter weißer Terror, der die überwiegend aber nicht ausschließlich kommunistischen Mitglieder der EAM und ELAS zum Ziel hatte. Im März 1946 wurde – entgegen dem Abkommen von Varkiza – zunächst eine Parlamentswahl abgehalten. Das eigentlich vor dieser Wahl geplante Referendum über die Monarchie wurde verschoben.
Die innenpolitischen Spannungen wurden auch durch die Tatsache angeheizt, dass die Kollaborateure der Besatzungsmacht nur in geringem Maße juristisch zur Rechenschaft gezogen wurden. Die Haftdauer unter anderem des Quisling-Ministerpräsidenten Konstantinos Logothetopoulos (1945 zu lebenslanger Haft verurteilt, 1951 begnadigt) ist ein Beispiel hierfür. Auch die Mitgliedschaft in den Sicherheitsbataillonen, von der Exil-Regierung in Kairo während der Besatzungszeit noch als Straftat gewertet, wurde von Gerichten als nicht strafwürdig eingestuft, da die Sicherheitsbataillone als Schutz der öffentlichen Ordnung gegen „kriminelle Elemente“ eingestuft wurden.
Die Kommunistische Partei Griechenlands (KKE) entschloss sich auch aus diesem Grund zum Boykott der Wahl, die einen Sieg der rechtskonservativen und monarchistischen Parteien brachte. Dies nahm die KKE zum Anlass, den bewaffneten Kampf zu beginnen, die „dritte“ und „heißeste Phase“ des Griechischen Bürgerkrieges. Diese dauerte bis September 1949. Anfänglich hatten die überwiegend kommunistischen Partisanen der Demokratischen Armee Griechenlands (DSE) mit ihrer Guerillataktik gegen die regulären und irregulären griechischen Truppen erhebliche Erfolge. Die britischen Truppen konnten den bewaffneten Kräften der griechischen Regierung militärisch und finanziell nur sehr begrenzt Hilfe leisten und stellten diese Ende März 1947 vollständig ein. Als neuer Unterstützer in finanzieller und militärischer Hinsicht übernahmen die USA Großbritanniens Rolle in Griechenland im Rahmen der Truman-Doktrin. Zwar entsandten die US-Amerikaner keine Kampftruppen, leisteten aber massive Militärhilfe einschließlich der Entsendung von Militärberatern (General James Van Fleet). Die Sowjetunion unter Stalin half der kommunistischen Gegenseite hingegen nicht. In einem Geheimabkommen über die Einflusssphären auf dem Balkan am Rande der Konferenz von Jalta 1945 hatten Winston Churchill und Josef Stalin ein Einflussverhältnis von „90 % West zu 10 % Ost“ für Griechenland vereinbart; dies wurde von vielen griechischen Kommunisten als Verrat empfunden, da man lediglich ein Bauernopfer Stalins gewesen sei.
Die Hilfestellung durch die USA wendete neben dem Wegfall der albanischen und jugoslawischen Unterstützung in den Jahren 1948 und 1949 die militärischen Verhältnisse zugunsten der Regierung. Im Bürgerkrieg starben etwa 100.000 Menschen; er bewirkte einen totalen Zusammenbruch der nach dem Krieg verbliebenen Infrastruktur des Landes. Neben dem Verlust an Menschenleben und Infrastruktur wirkten sich auch militärische Taktiken beider Kampfparteien wie die erzwungene Umsiedlung von Dörfern und/oder Bevölkerungsgruppen und die daraus entstehende Flüchtlingsproblematik sehr negativ auf die wirtschaftliche und gesellschaftliche Entwicklung Griechenlands aus. Nach der Niederlage der Volksbefreiungsarmee wurden über 50.000 ihrer Sympathisanten aus dem Land vertrieben und suchten Zuflucht in Ländern des Ostblocks. Viele von ihnen, darunter mehr als 1100 Kinder („Markos-Kinder“), zogen nach 1949 in die neu gegründete DDR. Erst nach dem Sturz der Militärdiktatur 1974 wurde den Vertriebenen wieder die Einreise nach Griechenland gewährt.

### Vom Ende des Bürgerkrieges bis zum Ende der Militärdiktatur (1949–1974)

#### Frühphase

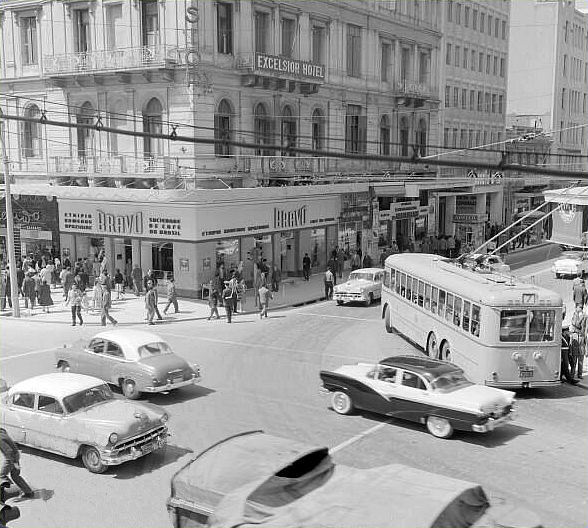
Der Omonia-Platz in Athen in den frühen 1960er Jahren

Der Bürgerkrieg vergiftete das politische Klima für mehrere Jahrzehnte und führte zu einer nationalen Spaltung in Kommunisten und Antikommunisten. Gleichzeitig wurde wirtschaftlich ein Aufschwung verzeichnet. Aus den ersten demokratischen Wahlen nach dem Krieg gingen jeweils rechtsgerichtete Parteien als größte Einzelparteien hervor, jedoch gelang es 1950 und 1951 drei bürgerlichen Parteien der Mitte, geführt von Sophoklis Venizelos, Georgios Papandreou und Nikolaos Plastiras, die Mehrheit der Mandate zu erringen und Koalitionsregierungen zu bilden. Unter der Regierung Plastiras trat Griechenland gleichzeitig mit der Türkei am 18. Februar 1952 in die NATO ein. Auf offenen Druck der USA, die die rechte „Griechische Sammlung“ (Ελληνικός Συναγερμός, Ellinikós Synajermós) von Marschall Alexandros Papagos begünstigten, wurde das geltende Verhältniswahlrecht durch ein Mehrheitswahlrecht ersetzt. Als erwünschtes Ergebnis errang Papagos’ „Griechische Sammlung“ bei den Parlamentswahlen 1952 mit 49 % der Stimmen 82 % der Mandate. Damit begann eine Herrschaft rechtsgerichteter Regierungen unter Papagos und Konstantinos Karamanlis, die mit Ausnahme von kurzlebigen Übergangsregierungen bis 1963 währte. Innenpolitisch verfolgten sie einen scharf repressiven Kurs, der in erster Linie darauf gerichtet war, mögliche Sympathisanten des Kommunismus unter Kontrolle zu halten. Jedoch machte der wirtschaftliche Wiederaufbau mit Hilfe der USA und der Hilfen von Emigranten Fortschritte – insbesondere der Bausektor nahm einen enormen Aufschwung und veränderte das Gesicht der Städte; die griechische Handelsflotte entwickelte sich zur größten der Welt.
1950 wurde das Xenia-Programm begonnen, das den Anstieg des Tourismus durch Infrastruktur unterstützte. Wenngleich der Tourismus in den folgenden Jahren kein Massenphänomen war, so trug er doch schon erheblich zum Lebensstandard des Landes bei. Das Erdbeben auf Kefalonia und Zakynthos 1953 führte zu sehr großen Sachschäden auf zwei wohlhabenden Inseln.
Unter Konstantinos Karamanlis’ Regierung trat am 1. November 1962 ein Assoziierungsabkommen mit der Europäischen Wirtschaftsgemeinschaft (EWG) in Kraft. Bei den Wahlen 1958 hatte die „Vereinigung der Demokratischen Linken“ (Ενιαία Δημοκρατική Αριστερά, Eniea Dimokratiki Aristera, EDA) im Wesentlichen eine Tarnorganisation für die verbotene Kommunistische Partei (KKE), fast ein Viertel der Wählerstimmen bekommen. Jedoch gelang es Georgios Papandreou, die Parteien der Mitte zur „Zentrumsunion“ (΄Ενωοση Κέντρου, Enosis Kendrou, EK) zusammenzuschweißen und 1961 der EDA den Rang als größte Oppositionspartei abzulaufen. Die Vorwürfe der Oppositionsparteien, Manipulationen und unlauterer Druck der Armee hätten die Wahlergebnisse verfälscht, führten zu politischen Unruhen, die sich insbesondere nach der Ermordung des EDA-Abgeordneten Grigoris Lambrakis im Wahlkampf 1963 zuspitzten. Bei diesen Wahlen verlor, nachdem Karamanlis als Folge der politischen Auseinandersetzungen und wegen eines Zerwürfnisses mit dem Königshaus zurückgetreten war und sich ins Exil begeben hatte, dessen rechte „Nationalradikale Union“ (Eθνίκη Ριζοσπαστική Ένωσις, Ethniki Rizospastiki Enosis, ERE) ihre Mehrheit an die EK und Papandreou konnte eine Regierung bilden. Die Durchführung seines Reformprogramms wurde jedoch bald überschattet von einer neuen Zypernkrise sowie von Verschwörungsverdächtigungen um seinen von ihm als Minister in die Regierung berufenen Sohn Andreas Papandreou (Aspida-Affäre) und von Auseinandersetzungen mit dem jungen König Konstantin II., dem es gelang, Papandreou von der Regierungsmacht mit Hilfe von Überläufern aus der EK (angeführt von Konstantinos Mitsotakis) im Juli 1965 zu verdrängen. Dies verschärfte die politischen Auseinandersetzungen weiter. Sie wurden begleitet von zahlreichen Demonstrationen und gewalttätigen Auseinandersetzungen, bei denen der Student Sotiris Petroulas zu Tode kam. Die nachfolgenden rechtsgerichteten Regierungen fanden keine stabile parlamentarische Mehrheit. Die Neuwahlen 1967 sollten einen Weg aus dieser Krise weisen. Überraschend kam jedoch eine Gruppe von Offizieren dem von ihnen befürchteten Wahlsieg Papandreous mit einem Staatsstreich zuvor – bekannt als Putsch der Obristen.

#### Herrschaft der Obristen 1967–1974
Mit dem „Putsch der Obristen“ vom 21. April 1967 ergriff eine Junta unter Georgios Papadopoulos die Macht und errichtete ein Militärregime. Mit scharfen Repressionen – Massenverhaftungen und Internierung von Oppositionellen, Folter und Bespitzelung durch die Geheimpolizei sowie Pressezensur – gelang es den Militärs, ihr Regime zu installieren und über sieben Jahre aufrechtzuerhalten, obwohl es in der Bevölkerung weitgehend auf Ablehnung stieß und außenpolitisch isoliert war.
Ein dilettantischer Gegenputsch des Königs im Dezember 1967 scheiterte. Der König floh ins Exil und die Junta ersetzte ihn zunächst durch einen Regenten. Ab Dezember 1968 war Papadopoulos Diktator Griechenlands, ein Attentat auf ihn im selben Jahr blieb erfolglos. Am 1. Juni 1973 wurde unter Bruch der Verfassung die Monarchie abgeschafft, die Republik ausgerufen und Papadopoulos Staatspräsident. Durch eine Volksabstimmung am 29. Juli 1973 wurde die Republik sanktioniert.
Noch im Jahr 1973, als auch die zeitweise erfolgreich vorangetriebene wirtschaftliche Entwicklung stagnierte, mehrten sich jedoch die Anzeichen für den Niedergang des Regimes. Nach einer Studentenrevolte an der juristischen Fakultät in Athen und einer Meuterei bei der Marine wurde im November 1973 ein Studentenaufstand am Polytechnikum in Athen blutig niedergeschlagen. In der Junta ersetzten die vom Chef der Militärpolizei Dimitrios Ioannidis angeführten Hardliner Papadopoulos, der zuvor einen Öffnungsversuch hin zu einer gelenkten Demokratie in die Wege geleitet hatte, durch Faidon Gizikis. Ioannidis fachte im Juli 1974 den Zypernkonflikt an, indem er die Bestrebungen zu einem Anschluss Zyperns an Griechenland forcierte und organisierte einen Putsch gegen den zypriotischen Präsidenten Erzbischof Makarios III., womit er das Eingreifen der Türkei auf der Insel provozierte. Als die griechische Armee sich weigerte, dem Befehl der Junta zur Generalmobilmachung Folge zu leisten, brach das Militärregime zusammen.

### Demokratisches Griechenland (1974 – Gegenwart)

Das Wappen Griechenlands seit 1975

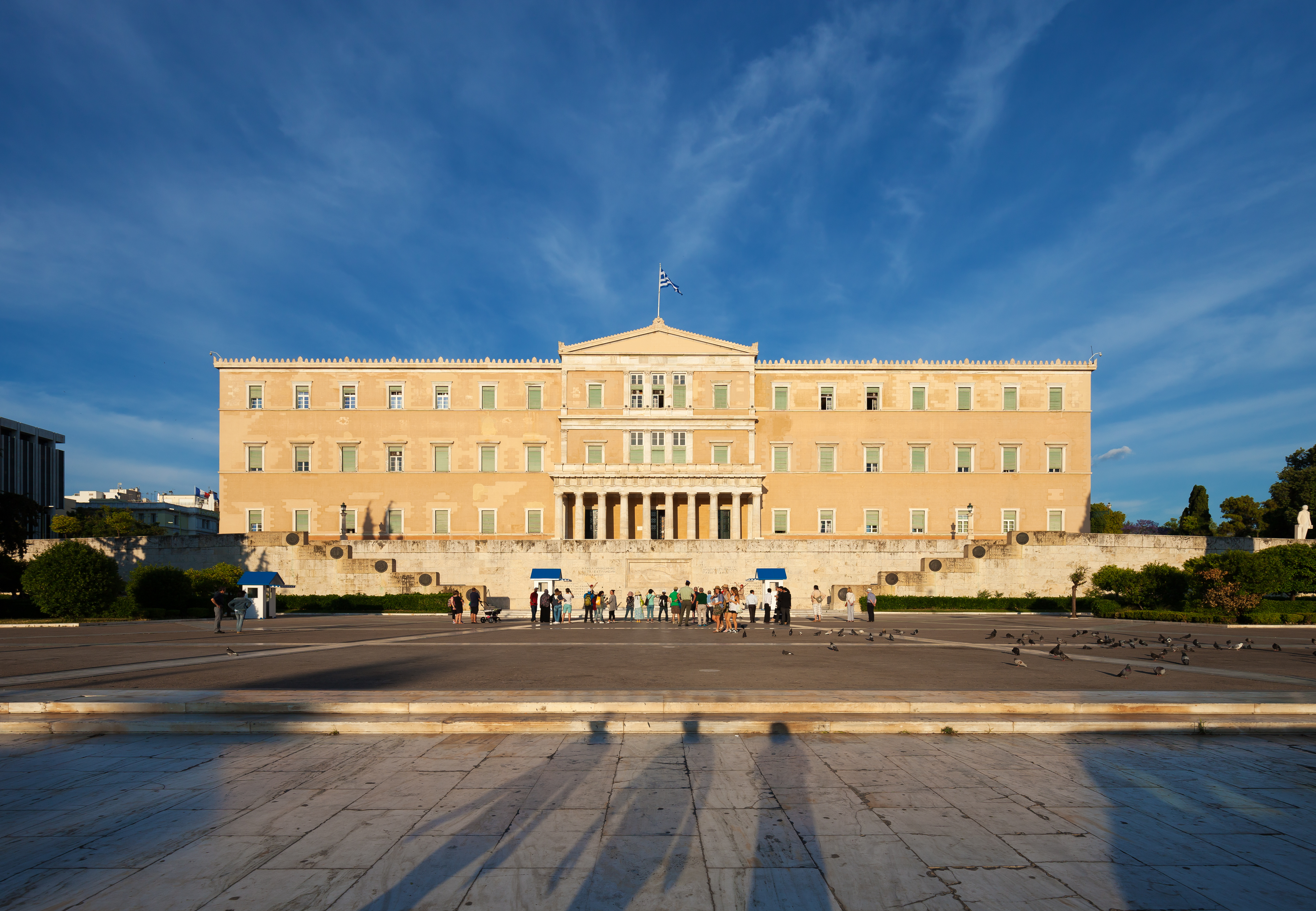
Das griechische Parlamentsgebäude am Syntagma-Platz

Beim Zusammenbruch der Militärdiktatur hatten deren letzte Repräsentanten und Vertreter des alten politischen Establishments Konstantinos Karamanlis aus seinem Pariser Exil zurückgerufen und ihm die Macht übergeben. Er bildete eine Regierung der nationalen Einheit und leitete unverzüglich die „politische Wende“ (griechisch μεταπολίτευση metapolitefsi), die Rückkehr zur Demokratie, ein. Im Herbst 1974 gründete er die liberal-konservative Nea Dimokratia (ND). Am 17. November fand eine Parlamentswahl statt, zu denen auch die Kommunistische Partei wieder zugelassen war. Die ND erhielt 54,37 % der Stimmen. Beim Referendum am 8. Dezember 1974 über den politischen Status des Landes stimmten 69,2 % der Abstimmenden für eine Abschaffung der konstitutionellen Monarchie. Im Juni 1975 trat eine neue Verfassung in Kraft. Die Offiziere der Junta wurden verhaftet und vor Gericht gestellt.
Die konservative Nea Dimokratia (ND) unter Karamanlis gewann die Wahlen im November 1974 und im November 1977. Im Jahr 1981 wurde Griechenland Mitglied der EWG (Europäische Wirtschaftsgemeinschaft). Die damit verbundenen Subventionen (unter anderem für den landwirtschaftlichen Sektor) förderten das Wirtschaftswachstum; ein gewisser Abstand zu den entwickelteren Staaten der EWG blieb aber bestehen.
Die sozialdemokratische PASOK unter Andreas Papandreou erhielt bei den Parlamentswahlen 1981 und 1985 eine absolute Mehrheit der Parlamentssitze. Einer Allparteienregierung von 1990 bis 1993 unter Konstantinos Mitsotakis (Kabinett Mitsotakis) folgten bis 2004 Regierungen der PASOK (Papandreou III, Kabinette Simitis I, II und III).
Der Zerfall Jugoslawiens in den 1990er Jahren erschwerte den Transitverkehr zwischen Griechenland und Westeuropa (Autoput). Die Fährlinien nach Italien und der Flugverkehr konnten diese Situation Anfang der 1990er Jahre nur langsam kompensieren. 1992 begann ein Namensstreit mit der ehemaligen Jugoslawischen Republik Mazedonien, da sich der Name mit der griechischen Region Makedonien deckte. Dieser wurde 2019 durch die Umbenennung in Nordmazedonien schließlich gelöst.
Während des letzten Jugoslawienkriegs (Bosnienkrieg 1992 bis 1995) protestierten Teile der griechischen Bevölkerung gegen Luftangriffe einiger NATO-Staaten auf Serbien (Operation Deliberate Force vom 30. August 1995 bis zum 20. September 1995). Zuvor hatten Serben das Massaker von Srebrenica und ethnische Säuberungen begangen.
Kirchen und Hilfsorganisationen in Griechenland organisierten Hilfslieferungen für die serbische Bevölkerung. Die griechische Regierung stellte den multinationalen Streitkräften den Hafen von Thessaloniki zur Verfügung, damit diese effektiver Hilfslieferungen in die serbische Provinz Kosovo transportieren konnten.
Der gesundheitlich angeschlagene Andreas Papandreou trat am 17. Januar 1996 zurück und starb fünf Monate später. Sein Nachfolger Konstantinos Simitis setzte weitreichende Reformprozesse in Gang, unter anderem eine starke Liberalisierung und eine intensive Investitionspolitik. Diese Politik wurde in gemäßigter Weise auch von der von 2004 bis 2009 regierenden konservativen Regierung unter Kostas Karamanlis fortgeführt.

#### Von der Jahrtausendwende bis zum Beginn der Staatsschuldenkrise (2001–2010)
Griechenland trat Anfang 2001 der Eurozone bei und war eines der zwölf Länder, die zum Jahreswechsel 2001/2002 ihre bisherige Währung (Griechenland: Griechische Drachme) abschafften und den Euro auch als Bargeld einführten. Die Olympischen Spiele 2004 in Athen und der Gewinn der Fußball-Europameisterschaft 2004 durch die griechische Nationalmannschaft fielen in eine Zeit wirtschaftlicher Prosperität und Euphorie.
Das Land profitierte auch vom ökonomischen Aufschwung der Nachbarstaaten, da dort nach dem Zerfall des Kommunismus sehr viele Investitionen getätigt wurden und die bilateralen Beziehungen der Völker frei entfaltet werden konnten. Der griechische Bankensektor profitierte davon am meisten. Banken hatten über 4000 Auslandsfilialen in den Nachbarländern. Industriekonzerne hatten oder haben dort große Tochtergesellschaften, darunter Alumil, Mytilineos und Viohalco, der Lebensmittelkonzern Vivartia, die griechische Telekommunikationsgesellschaft OTE usw.
Griechenland, einst ein Auswanderungsland, wurde in diesen Jahren selbst zu einem Einwanderungsland. 2008 lebten dort über eine Million Ausländer. Es kehrten auch viele Griechen aus Westeuropa in ihre Heimat zurück. Allein aus Deutschland, wo einst über 700.000 Griechen lebten, zog etwa die Hälfte (viele von ihnen Rentner) in ihr Heimatland zurück.
Die Weltfinanzkrise 2007–2008 traf Griechenland härter als andere Länder. Die ohnehin hohen Staatsschulden wuchsen enorm (siehe Eurokrise). Griechenland wurde von der Europäischen Zentralbank, der Europäischen Union und dem Internationalen Währungsfonds (Troika) mit großen Krediten vor der Staatspleite bewahrt.

#### Zeit ab dem Beginn der Staatsschuldenkrise (2010)
Die günstige wirtschaftliche Entwicklung in den ersten zehn Jahren des neuen Jahrtausends endete, als im Frühjahr 2010 der tatsächliche Zustand der griechischen Staatsfinanzen bekannt wurde. Zur Reduzierung des Haushaltsdefizits wurden einschneidende Maßnahmen ergriffen. Diese trugen zu einer Verarmung von Teilen der Bevölkerung und zu einer neuerlichen Auswanderungswelle bei.
Im Jahr 2015 kulminierte die Flucht und Migration über das Mittelmeer wie auch über die Balkanroute zu einer Flüchtlingskrise in Europa 2015/2016, von der insbesondere Griechenland betroffen war und unter anderem wegen der erbärmlichen Zustände im Flüchtlingslager Moria in die Schlagzeilen geriet. Spätestens seit 2015 sind die griechischen Inseln wie auch das griechische Festland Transitland für nach Europa ziehende Migranten aus dem Nahen und Mittleren Osten und teils auch aus Afrika.
Von der im Jahr 2020 einsetzenden COVID-19-Pandemie war auch Griechenland betroffen (siehe COVID-19-Pandemie in Griechenland).